# هوفبورغ

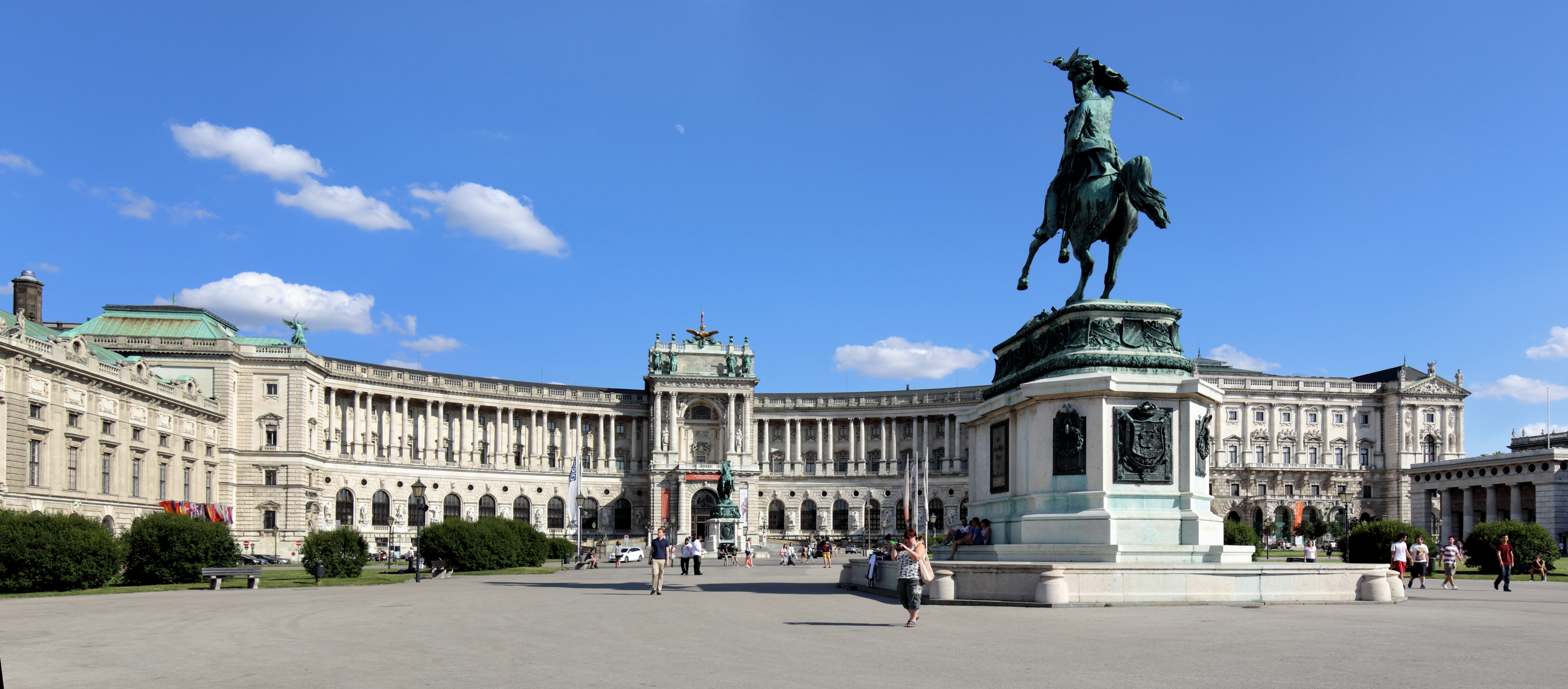
قصر هوفبورغ، الباب الخارجي، وفي مقدمة القصر تمثال الأمير "كارل فون أوستررايش -وتيشين" ممتطياً جواده.

قصر هوفبورج أو هوفبورغ (بالألمانية: Hofburg) هو مقر الأسرة الحاكمة في فيينا منذ القرن الثالث عشر حتى العام 1918. وقد كان القصرَ الإمبراطوري الرئيسي، ومقر الإقامة الشتوي الإمبراطوري لسلالة هابسبورغ، في حين كان قصر شونبرون المقر الصيفي لهم. يقع في وسط فيينا ومنذ العام 1279 كانت مجموعة قصور الهوفبورغ المقر الموثق للحكومة، وقد جرى توسيعه مراتٍ عديدةٍ منذ بنائه في القرن الثالث عشر.
وهو المقر الرسمي ومكان عمل الرئيس النمساوي منذ العام 1946، ويعد أحد المعالم السياحية في فيينا، كما تتْبعه عدة مصالحَ حكوميةٍ. أضيفت إليه أجنحة ومبانٍ كثيرةٍ عبر تاريخه من ضمنها كنيستان؛ إحداهما الكنيسة الإمبراطورية ((بالألمانية: Hofkapelle) أو (بالألمانية: Burgkapelle))، ومكتبة القصر أو المكتبة الإمبراطورية (بالألمانية: Hofbibliothek)، والخزانة (بالألمانية: Schatzkammer)، ومسرح القصر (بالألمانية: Burgtheater)، ومدرسة الخيالة الإسبانية (بالألمانية: Hofreitschule)، وmews الإمبراطورية، وجناح شتالبورغ (بالألمانية: Stallburg)، و(Hofstallungen).
يواجه القصرَ ساحةُ الأبطال (بالألمانية: Heldenplatz) التي أمر بها الإمبراطور «فرانز جوزيف الأول» كجزءٍ مما كان مخططاً له أن يصبح محفل القيصر (بالألمانية: Kaiserforum)، ولكنه لم يكتمل أبداً. ولا يبعد القصر كثيراً عن ميدان ماريا تيريزا في وسط فيينا الذي يقع على جانبيه متحف تاريخ الفنون ومتحف التاريخ الطبيعي في فيينا.

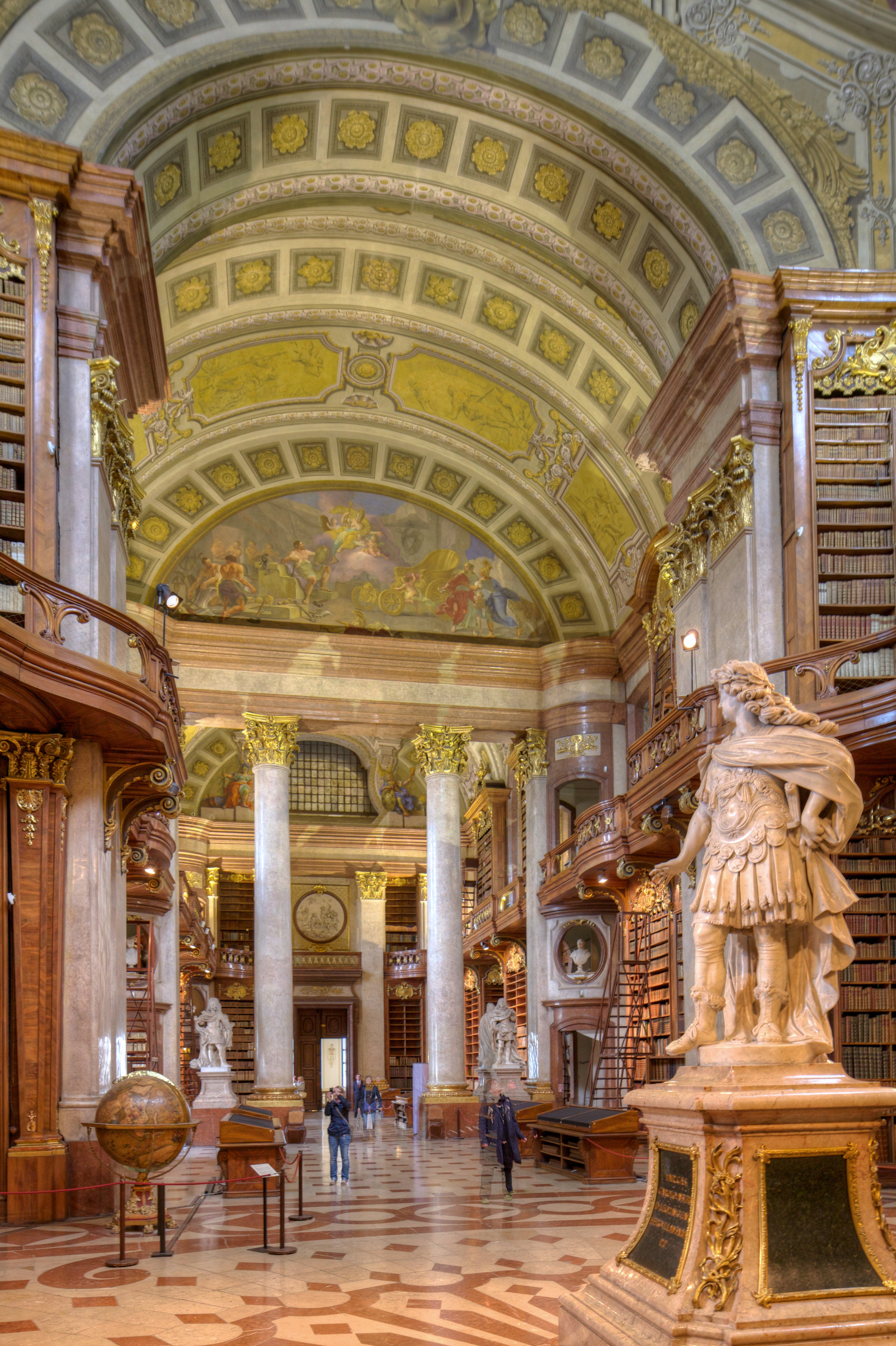
تمثال "كارل السادس" في مكتبة الهوفبورج.

قام العديد من المهندسين المعماريين بتنفيذ أعمالٍ في قصر هوفبورغ بما فيها التوسعات، ولا سيما المعمار الإيطالي فيليبرتو لوتشيز، ولودفيكو بورناسيني، ومارتينو ودومينيكو كارلون، ومعماريّو «الباروك» لوكاس فون هيلدبراندت، وجوزيف إيمانويل فيشر فون إيرلاتش، ويوهان فيشر فون إيرلاتش، والأقسام المعمارية من «البرج الجديد» (Neue Burg)الذي بنيَ بين العامين 1881 و1913.

## التاريخ

مخطط عام لقصر هوفبورغ.
1) الجناح السويسري، 2a) الكنيسة الأوغسطينية، 2b) الدير الأوغسطيني، 3) شتالبورغ، 4) جناح "أمالينبورغ" الإمبراطوري، 5) جناح ليوبولدين، 6) جناح ريدوت، 7) مدرسة الفروسية الشتوية، 8) مكتبة القصر (المكتبة الإمبراطورية)، 9) الجناح الأوغسطيني، 10) قصر الأرشيدوق ألبريخت (سابقاً جناح "تاروكا دي سيلفا")، 11) جناح المستشارية الإمبراطورية، 12) قاعة الاحتفال (جناح قاعة المهرجان)، 13) جناح سان ميشيل، 14) جناح البرج الجديد (Neue Burg)، 15) "كوربس دي لوجيس" (Corps de logis) ، 16) بيت النخيل:
A- ساحة القلعة الداخلية، B- ساحة بيت الكرة (Ballhausplatz)، C- ساحة سانت ميشائيل، D- الباحة السويسرية (Schweizerhof)، E- ميدان جوزيف، F- ساحة ألبرتينا، G- حديقة البرج "(Burggarten)"، H- ساحة الأبطال (سابقاً ساحة القصر الخارجية).
المراحل المعمارية بالألوان:
القرن 13-17
القرن 18
القرن 19-20

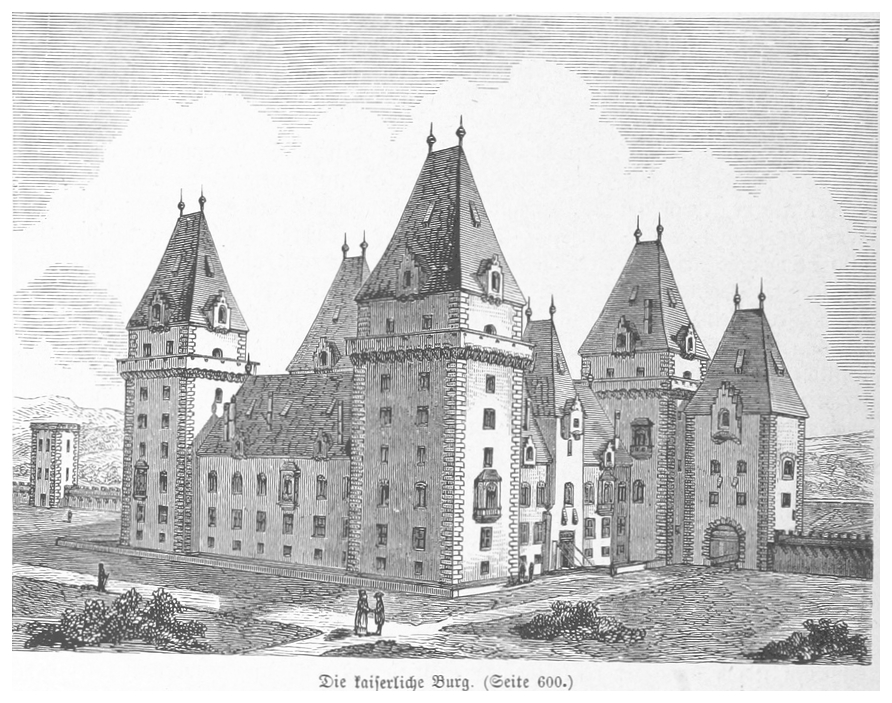
رسم ترميمي لمظهر القلعة حتى القرن السادس عشر.

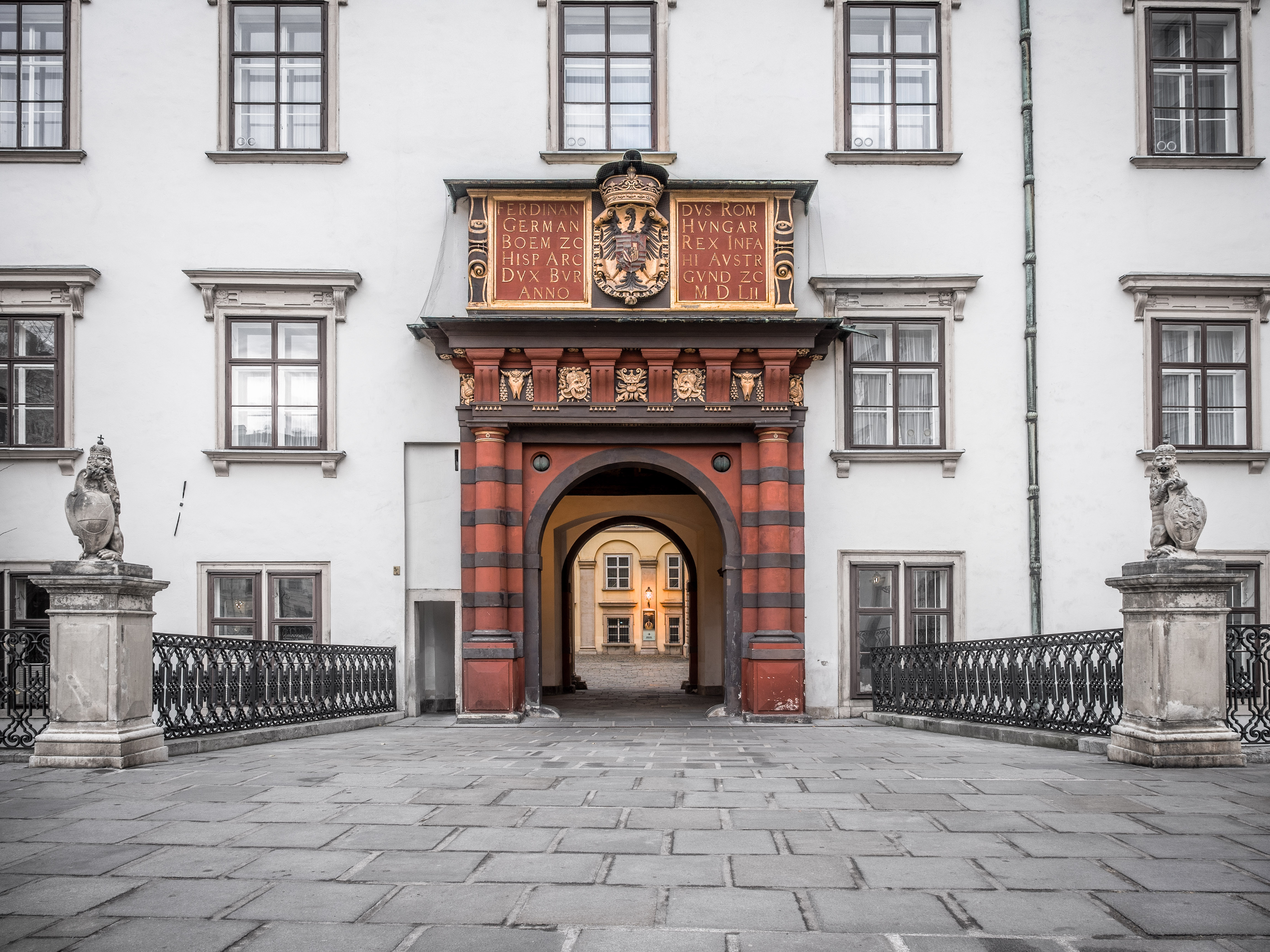
البوابة السويسرية "Schweizertor"؛ البوابة الرئيسية الأصلية.

يعني الاسم عند ترجمته «قلعة المحكمة» مما يدل على أصول القصر عندما شيّد في البداية خلال العصور الوسطى. جرى التخطيط له -منذ البدء في القرن الثالث عشر- لأن يكون مقراً لدوقات النمسا، ثم توسّع على مرّ القرون بعدما أصبحوا أكثر قوةً. من العام 1438 إلى العام 1583، وثانيةً ما بين العامين 1612 1806 كان مقر ملوك آل هابسبورغ وأباطرتهم في الإمبراطورية الرومانية المقدسة، ثم بعد ذلك حتى العام 1918 مقر أباطرة النمسا والمجر. ومنذ نهاية الحرب العالمية الأولى استمر القصر في دوره كمقرٍّ لرئيس الدولة، ويستخدمه اليوم الرئيس الفيدرالي النمساوي.
وهو أيضاً المقر الدائم لمنظمة الأمن والتعاون في أوروبا (OSCE).
يقع مجمع القصر بأكمله تحت إدارة «حاكم قصر هوفبورغ» الملقب بـ"Burghauptmann" (رئيس القصر)، والذي يعد بدوره جزءاً من «رئاسة القصر» (بالألمانية: Burghauptmannschaft)، وهو مكتب موجود منذ العصور الوسطى تحت رعاية «بورغريف». وفي الوقت الحاضر تخضع رئاسة القصر لسلطة الوزارة الفيدرالية للاقتصاد.
في سبتمبر/أيلول 1958 افتتحت أقسامٌ من الهوفبورغ للجمهور كمركزٍ للمؤتمرات. وفي السنوات العشر الأولى كانت رئاسة القصر تدير مركز المؤتمرات هذا، ومنذ العام 1969 تقوم شركة خاصة (Hofburg Vienna - "Wiener Kongresszentrum Hofburg Betriebsgesellschaft") بإدارة مركز المؤتمرات والفعاليات الدولي. يستضيف مركز المؤتمرات كل عامٍ حوالي ثلاثمئةٍ إلى ثلاثمئةٍ وخمسين حدثاً، مع حوالي ثلاثمئة ألفٍ إلى ثلاثمئةٍ وعشرين ألف ضيفٍ. من بين الأحداث ثمة المؤتمرات، والاجتماعات، وكذلك الولائم، والمعارض التجارية، والحفلات الموسيقية، وحفلات الرقص.

### الجناح السويسري
تعود أقدم أجزاء القصر إلى القرن الثالثَ عشرَ، وقد شُيّدت بشكلٍ أساسيٍّ من قبل آخر سلالة «بابنبرغ»، أو من قبل «أوتوكار الثاني» ملك بوهيميا [ما بين (53-1278)، ودوق النمسا (51-1278)]. أما قبل ذلك فكانت قلعة الحكام النمساويين تقع في الساحة المسماة «آم هوف» بالقرب من «شوتينشتيفت» (الدير الاسكتلندي).
كان للقلعة في الأصل مخطط مربع ذو أربعة أبراجٍ، وكانت محاطةً بخندقٍ مع جسرٍ متحركٍ عند المدخل. تشكل هذه الأقسام الأقدم من القلعة اليومَ «البلاط السويسري» (بالألمانية: Schweizerhof) حيث توجد كنيسة قوطية ("Burgkapelle") يعود تاريخها إلى القرن الخامس عشر، والخزنة (بالألمانية: Schatzkammer) التابعة ل«متحف تاريخ الفن» (بالألمانية: Kunsthistorisches)، والذي يحوي -من بين أشياءٍ أخر- الشارة الإمبراطورية للإمبراطورية الرومانية المقدسة (بالألمانية: Reichskleinodien) والإمبراطورية النمساوية-المجرية. تقع «كنيسة قصر الموسيقا» (بالألمانية: Hofmusikkapelle) داخل «كنيسة قصر البرج» (بالألمانية: Hofburgkapelle)، وهي حيث ينشد «جوقة فتيان فيينا» تقليدياً القداديس أيام الأحد.
يعود تاريخ ظهور القصر السويسري إلى عصر النهضة وعهد فرديناند الأول الإمبراطور الروماني المقدس (56-1564). يعرض مدخل «البوابةِ السويسريةِ» (بالألمانية: Schweizertor) العديدَ من ألقاب «فرديناند الأول» وشارات «وسام الصوف الذهبي» مرسومةً على السقف.
يضم قسم مجاور من الجناح السويسري شقق رادتسكي؛ ذلك أنه تقديراً لخدمات المارشال القدير رادتسكي في الحملة الإيطالية خلال عام الثورات 1848 سمح الإمبراطور فرانز جوزيف الأول له بالعيش في هذه الشقق مع أنه لم يك فرداً في العائلة الإمبراطورية.
في «قاعة الفرسان» (بالألمانية: Rittersaal) في 15 مايو/أيار 1717 جرى تعميد الإمبراطورة ماريا تيريزا (17-1780) من قبل السفير البابوي «جيورجيو سبينولا» ممثلاً البابا كليمنت الحادي عشر بمياه المعمودية التي تحتوي على بضع قطراتٍ من نهر الأردن.
بجانب «قاعة الفرسان» (بالإنجليزية: Knight's Hall) توجد «غرفة الحارس» : Trabantenstube) حيث كان الضابط المناوب في حرس الأسرة يحرس الإمبراطور. وكان الجزء السفلي من هذا الجناح يحوي المطبخ الإمبراطوري.

### جناح شتالبورغ
وتعني «حظيرة القلعة». بني القصر الإمبراطوري (شتالبورغ) في هوفبورغ في الأصل كمقرّ إقامةٍ لولي العهد آنذاك «ماكسيميليان». يُقال إن الإمبراطور «فرديناند الأول» لم يرغب في إسكان ابنه تحت سقفه، لأن ماكسيميليان انحرف نحو البروتستانتية. ونتج عن ذلك -بالتالي- عدم ارتباط هذا القصر فعلياً بباقي المجمع. استوعب هذا الهيكل لاحقاً المجموعة الفنية للأرشيدوق «ليوبولد فيلهلم» الأخ الميّال للفن للإمبراطور «فرديناند الثالث»، وتشكل المجموعة اليوم جوهر «متحف تاريخ الفن» الذي أتى لاحقاً في العام 1889. جرى تحويل القصر خلال عصر الباروك لإيواء الخيول الإمبراطورية في الطابق الأرضي، وتستخدمه مدرسة القصر للخيالة الإسبانية (بالألمانية: Spanische Hofreitschule).

### جناح أمالينبورغ

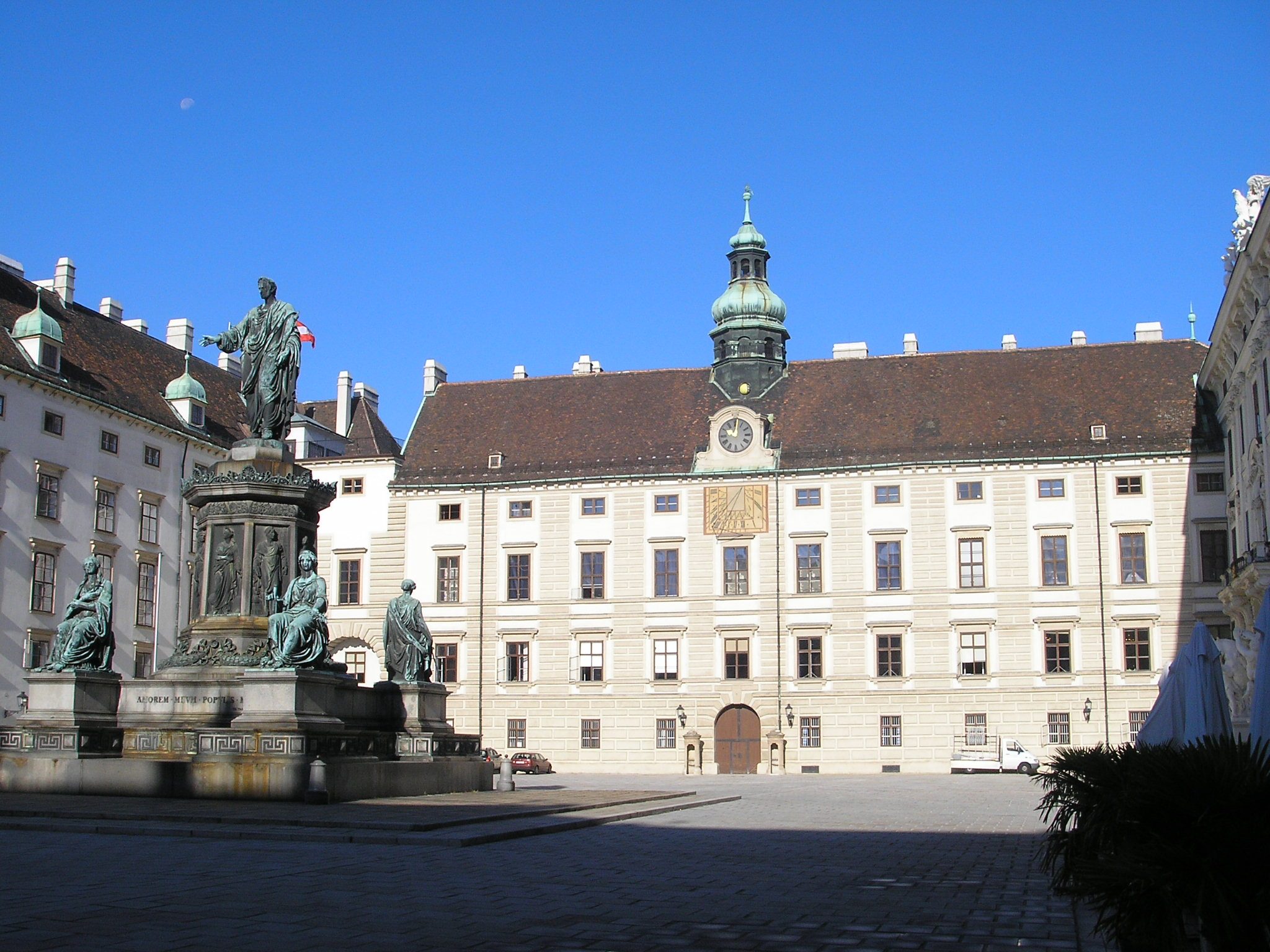
جناح "أمالينبورغ" للقيصر فرانز الأول (1792-1835).

على الجانب الآخر من البوابة السويسرية يوجد جناح «أمالينبورغ» (بالألمانية: Amalienburg) الذي سمي على اسم الإمبراطورة «أمالي فيلهلمينه» "Amalie Wilhelmine" أرملة الإمبراطور جوزيف الأول (05-1711). ومع ذلك فقد كان هذا الجناح مستخدَماً بالفعل منذ أكثر من قرن، وقد شيد كمقر إقامةٍ للإمبراطور رودولف الثاني على طراز أواخر عصر النهضة. وتجدر الإشارة فيه إلى البرج الصغير ذي القبة، والساعة الفلكية على واجهته.

### جناح ليوبولدين

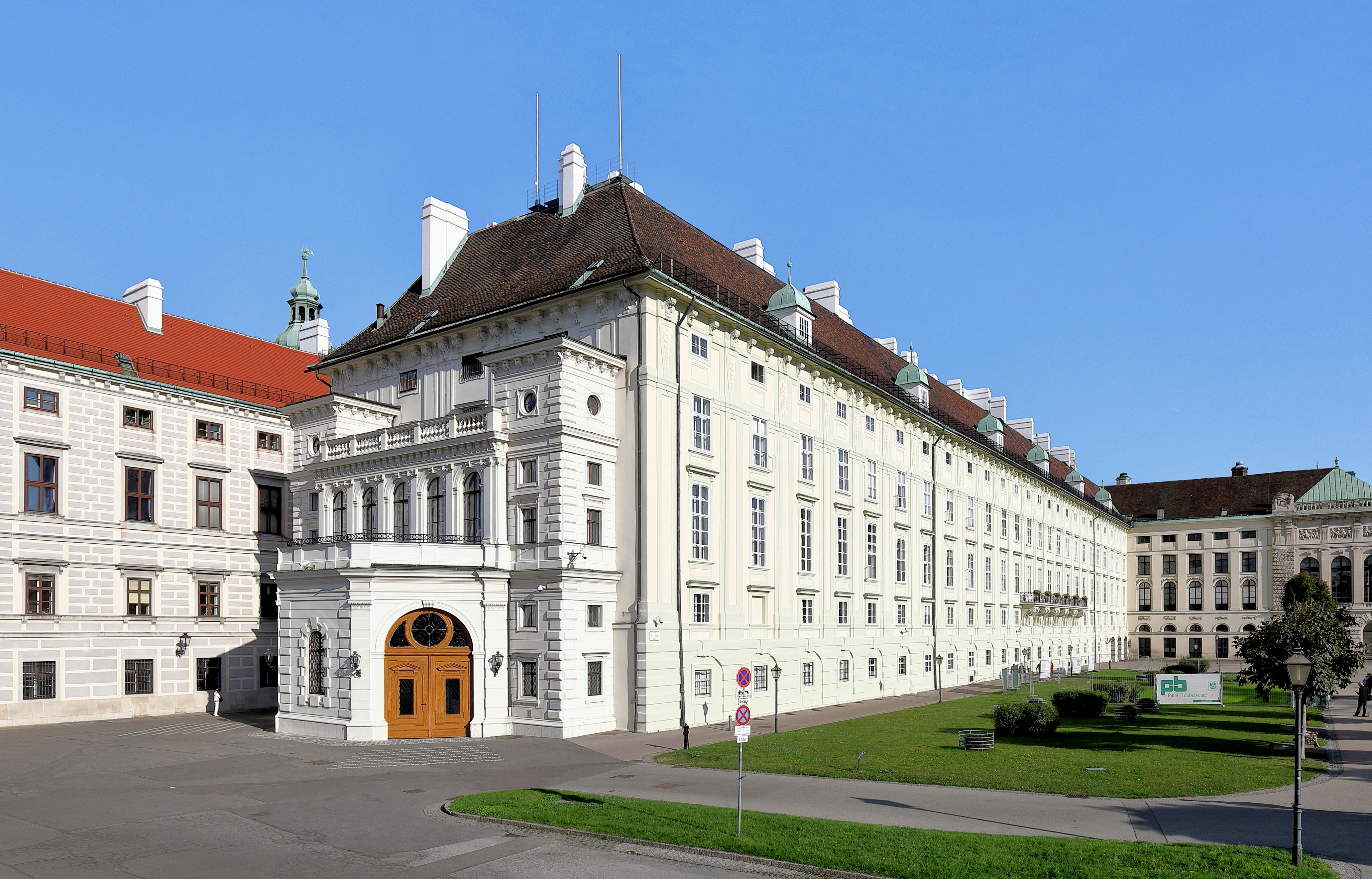
جناح ليوبولدين.

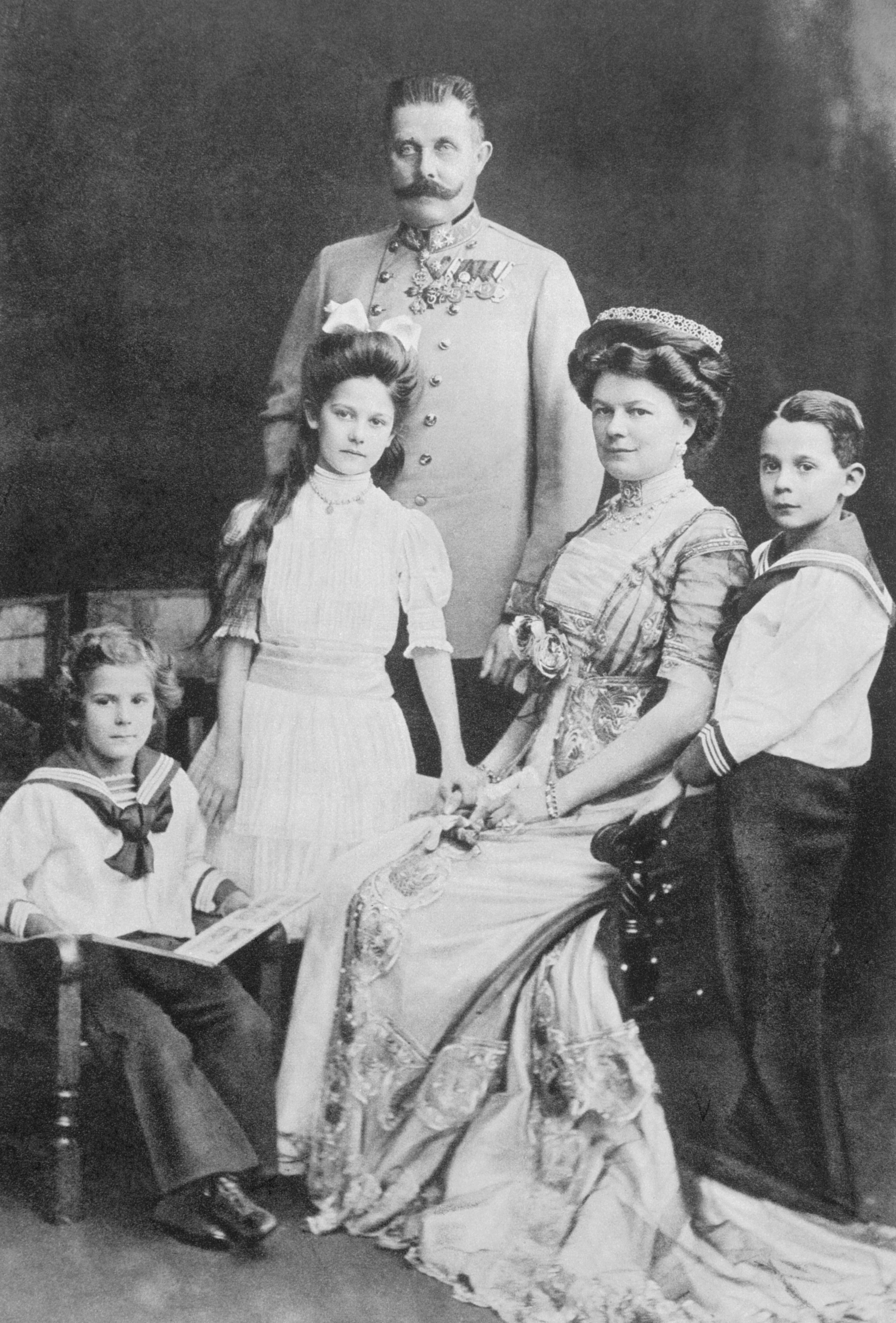
ولي العهد الأرشيدوق فرانز فرديناند مع زوجته صوفي وأولادهما سنة 1910. أدى اغتيال الأرشيدوق وزوجته في بلغراد إلى إِشعال فتيل الحرب العالمية الأولى.

إن الرابط المعماري بين جناح «أمالينبورغ» و"القصر السويسري" هو جناح "ليوبولدين" "(بالألمانية: Leopoldinischer Flügel) الذي بني لأول مرةٍ في ستينات القرن السادس عشر على عهد الإمبراطور ليوبولد الأول (حكم 1658-1705) ودعي باسمه، وذلك على يد المهندس المعمار "فيليبرتو لوتشيز"، ولكن بعد حصار عام 1683 من قبل العثمانيين، أعاد "جيوفاني بيترو تينكالا" بناء الجناح مع أرضيةٍ إضافيةٍ مثبتةٍ. لا يزال هذا الجناح -من خلال هندسته المعمارية- يحمل صلةً بعصر النهضة المتأخر. توجد في هذا الجناح مكاتب الرئيس الاتحادي.
حجرة مجلس الملكة الخاص : Geheime Ratstube) تشكل جزءاً من هذا الجناح. إنه المكان الذي ألقى فيه الإمبراطور فرانز جوزيف الأول (حكم 1848-1916) خطاباته الافتتاحية في جلسات الوفد النمساوي المجري. وهنا ألقى الأرشيدوق فرانز فرديناند (1863-1914) -ابن شقيق الإمبراطور فرانز جوزيف الأول، ووليّ العهد- قَسَمَ التنازل في 28 يونيو/حزيران 1900 متخلياً عن جميع المطالبات بالعرش لذريته. كان ذلك العمل ضرورياً -ديناميكياً- لأن زواجه كان مُرغنطياً بسبب المرتبة غير المتكافئة بين عائلته وعائلة زوجته المستقبلية.
وكان الجزء السفلي من هذا الجناح بالإضافة إلى جناح «أمالينبورغ» بمنزلة قبو نبيذٍ هائلٍ في الهوفبورغ.

### جناح المستشارية الإمبراطورية

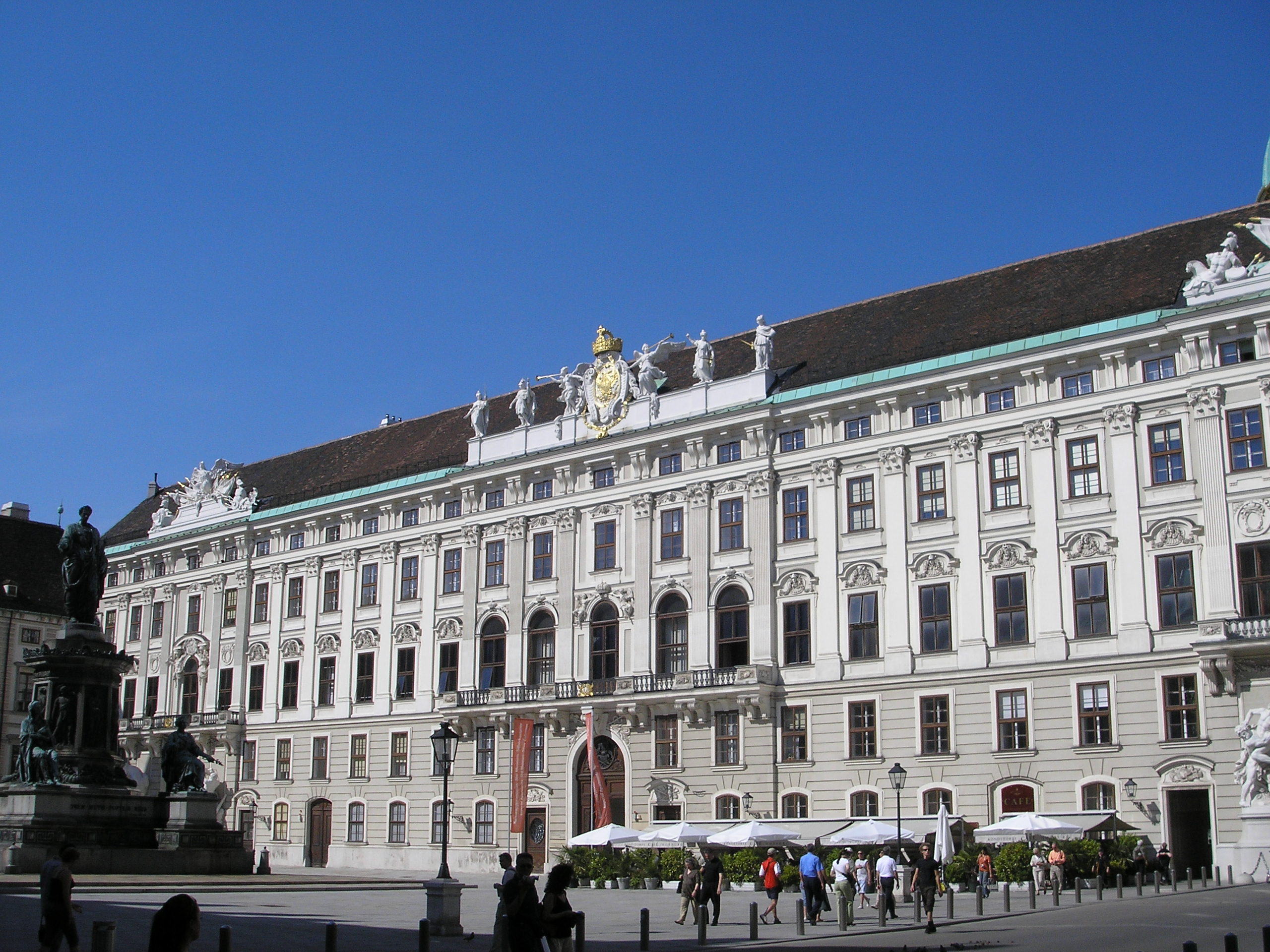
"جناح المستشارية الإمبراطورية".

نشأ «جناح المستشارية الإمبراطورية» (بالألمانية: Reichskanzleitrakt) عن مشروعٍ تعاونيٍّ إضافيٍّ بين الأب والابن «مدرسة الخيالة الشتوية» (بالألمانية: Winterreitschule) على الجانب الآخر من «جناح شتالبورغ» (حيث انعقد أول برلمانٍ نمساويٍّ في العام 1848)، وفي «جناح المستشارية الإمبراطورية» على الجانب الآخر من «جناح ليوبولدين». جرى التخطيط لجناح المستشارية الإمبراطورية في الأصل من قبل «يوهان لوكاس فون هيلدبراندت»، وقد استوعب بالإضافة إلى «مجلس مستشاري الرايخ» (بالإنجليزية: Aulic Council) مكاتب «نائب المستشار الإمبراطوري» (بالألمانية: Reichsvizekanzler) الذي كان -بحكم الواقع- رئيس وزراء الإمبراطورية الرومانية المقدسة طالما أن المنصب الاحتفالي «نيابة المستشارية الإمبراطورية» -الذي يمثله نائب المستشار الإمبراطوري- دائماً ما كان يشغله «رئيس أساقفة ماينز» منذ العصور الوسطى. بعد نهاية الإمبراطورية الرومانية المقدسة (في العام 1806) كان هذا الجناح يضم شقق نابليون ودوق رايخشتات ولاحقاً شقق الإمبراطور فرانز جوزيف الأول (1830-1916).
يُكوّن جناح المستشارية، وجناح المحكمة السويسرية، وجناح «أمالينبورغ»، وجناح «ليوبولدين» معاً محكمةَ القلعة الداخلية (داخل البورغهوف)، وفي الوسط يوجد تمثال برونزي لفرانسيس الأول (08-1765) مرتدياً زي إمبراطورٍ رومانيٍّ من تصميم بومبيو مارشيسي.

### مكتبة البلاط
كانت مكتبة البلاط (بالألمانية: Hofbibliothek) في الأصل مبنىً قائمٌ بذاته موجود على الجانب الآخر من المجمع. كان الإمبراطور «شارل السادس» (1685–1740) يمتلك المبنى الرئيسي، وجرى تشييد قاعة برونكسال الرئيسية. وهو اليوم تحت رعاية «المكتبة الوطنية النمساوية». بدأ بتشييده «يوهان برنارد فيشر فون إيرلاخ» وأنهى بناءه ابنه «جوزيف إيمانويل» في العام 1735. تحتوي قاعة برونكسال الكبيرة على مجموعة كتب الأمير «إيوجين من سافوي» (1663–1736)، وهي عبارة عن لوحةٍ جداريةٍ ضخمةٍ للسقف رسمها «دانيال غران»، وتماثيل الأباطرة التي صنعها «بول ستروديل». وهذا القسم من الهوفبورغ هو الأهم من الناحية الفنية. جرى تنفيذ الزخرفة الخارجية وفق طراز العلية من قبل «لورنزو ماتييلي» في العام 1726. ووضع تمثالاً لأثينا على «كوادريجا» [عربة تجرها أربعة خيول] فوق المدخل الرئيسي. وعلى الجزء الأيسر من السطح وضع أطلساً داعماً للكرة السماوية [قبة الفلك] مُحاطاً بعلم الفلك وعلم التنجيم، وعلى الجانب الآخر غايا (بالإنجليزية: Gaia) مع الكرة الأرضية محاطاً برموز الهندسة والجغرافيا.
تقع المكتبة إلى الشمال في ميدان جوزيف.

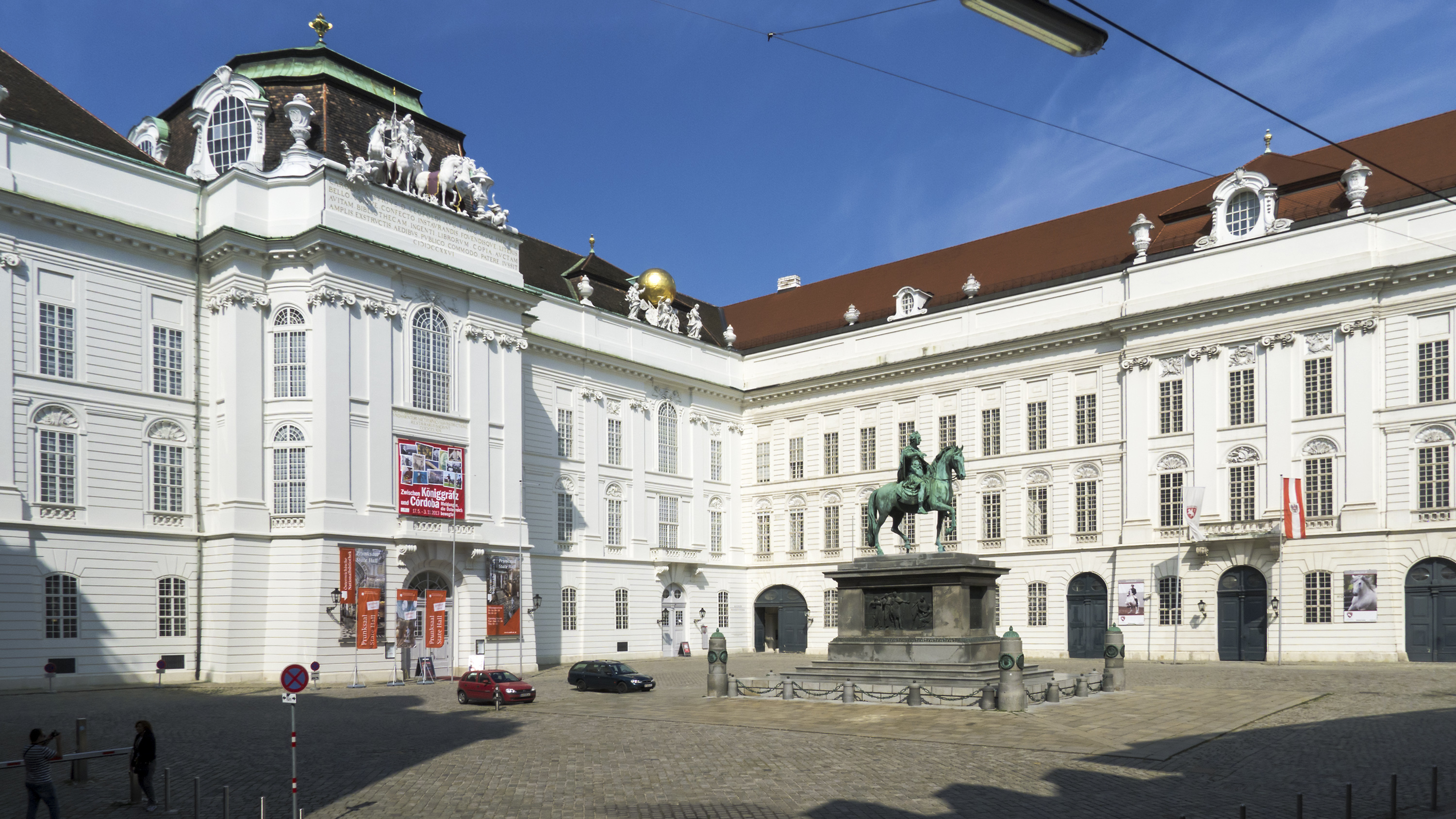
تمثال الإمبراطور جوزيف الثاني (حكم 65-1790) وسط «ميدان جوزيف»، إلى اليسار مكتبة البلاط، وإلى اليمين (باتجاه الشمال الغربي) جناح ريدوت Redoute، ويقابله (باتجاه الجنوب الشرقي) «الجناح الأغسطيني» (غير ظاهرٍ في الصورة).

جرت إضافة المزيد من الهياكل والملاحق على التوالي. في الفترة من العام 1763 إلى العام 1769 وصل «نيكولو باكاسي» -على وجه الخصوص- المكتبة الإمبراطورية بالأجزاء الأخرى من الهوفبورغ، ومن الجانب الآخر بكنيسة أوغسطينوس بواسطة «الجناح الأغسطيني»، وهكذا نشأ ميدان جوزيف الحالي الذي يتميز بنسبه المتماثلة تقريباً.

### ميدان جوزيف
تشرف على ميدان جوزيف (بالألمانية: Josefsplatz) مكتبة البلاط، ومن جهة الشمال الغربي «جناح ريدوت»، ومن الجنوب الشرقي «الجناح الأغسطيني»، وتجدر الإشارة إلى التمثال البرونزي للإمبراطور جوزيف الثاني (حكم 65-1790) ممتطياً صهوة جواده في وسطه.

### الجناح الأوغسطيني
بني «الجناح الأوغسطيني» مباشرةً قبل مكتبة القصر المجاورة، ويقع هذا الجناح ذو النمط المعماري الباروكي على الجانب الجنوبي الشرقي من ميدان جوزيف مع الكنيسة والدير الأوغسطيني، ومع توسع القصر أضحت الكنيسة والدير جزءاً لا يتجزأ من المبنى.
استخدم آل هابسبورغ «الكنيسة الأوغسطينية» ككنيسةٍ لبلاطهم، وكذلك لحفلات الزفاف. وهو المكان الذي احتفل فيه بزواج الإمبراطور فرانز جوزيف الأول (1830-1916) على الإمبراطورة إليزابيث الملقبة «سيسي».
خلف كنيسة لوريتو الجانبية يوجد سرداب القلوب، وهو ملحق على شكل نصف دائريٍّ مفصولٍ ببابٍ حديديٍّ حيث يوضع أربعة وخمسون قلباً من أعضاء سلالة هابسبورغ محفوظةً في أوانٍ فضيةٍ.
يعتبر قصر الأرشيدوق ألبريخت "Archduke Albrecht" (قصر Tarouca-de Sylva سابقاً) موطن متحف ألبرتينا "Albertina" أيضاً جزءاً من الهوفبورغ بسبب صلاته الهيكلية بالدير الأغسطيني. في أوائل القرن التاسع عشر أقام أفراد العائلة الإمبراطورية هنا مثل الأرشيدوق ألبريخت، ولاحقاً ابن أخيه الأرشيدوق فريدريش دوق تيشين. بعد تجديد القصر في عشرينات القرن التاسع عشر بواسطة «جوزيف كورنهاوسل» أصبح هذا القسم متصلاً بالهوفبورغ أيضاً.

### جناح ريدوت

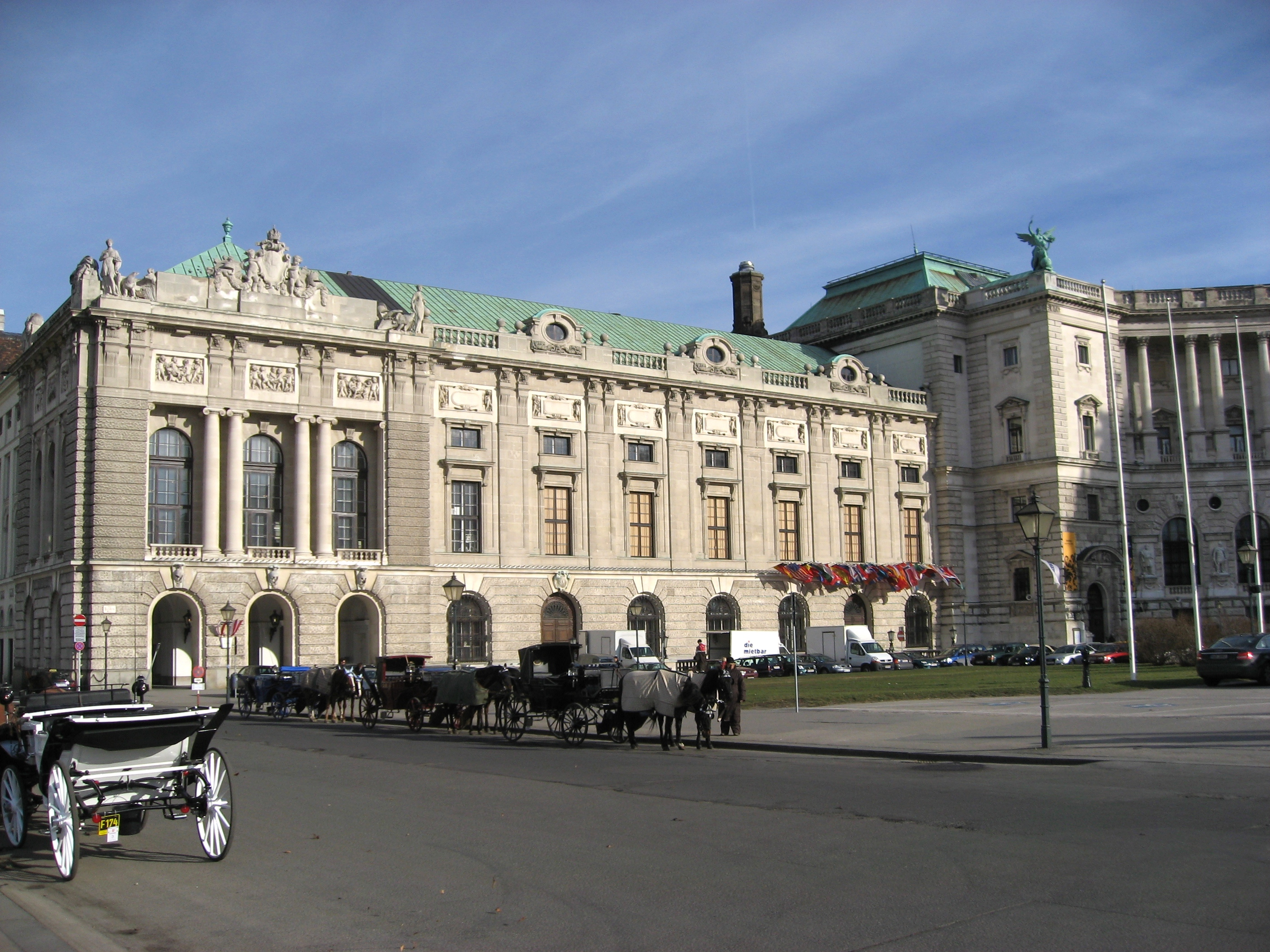
جناح ريدوت.

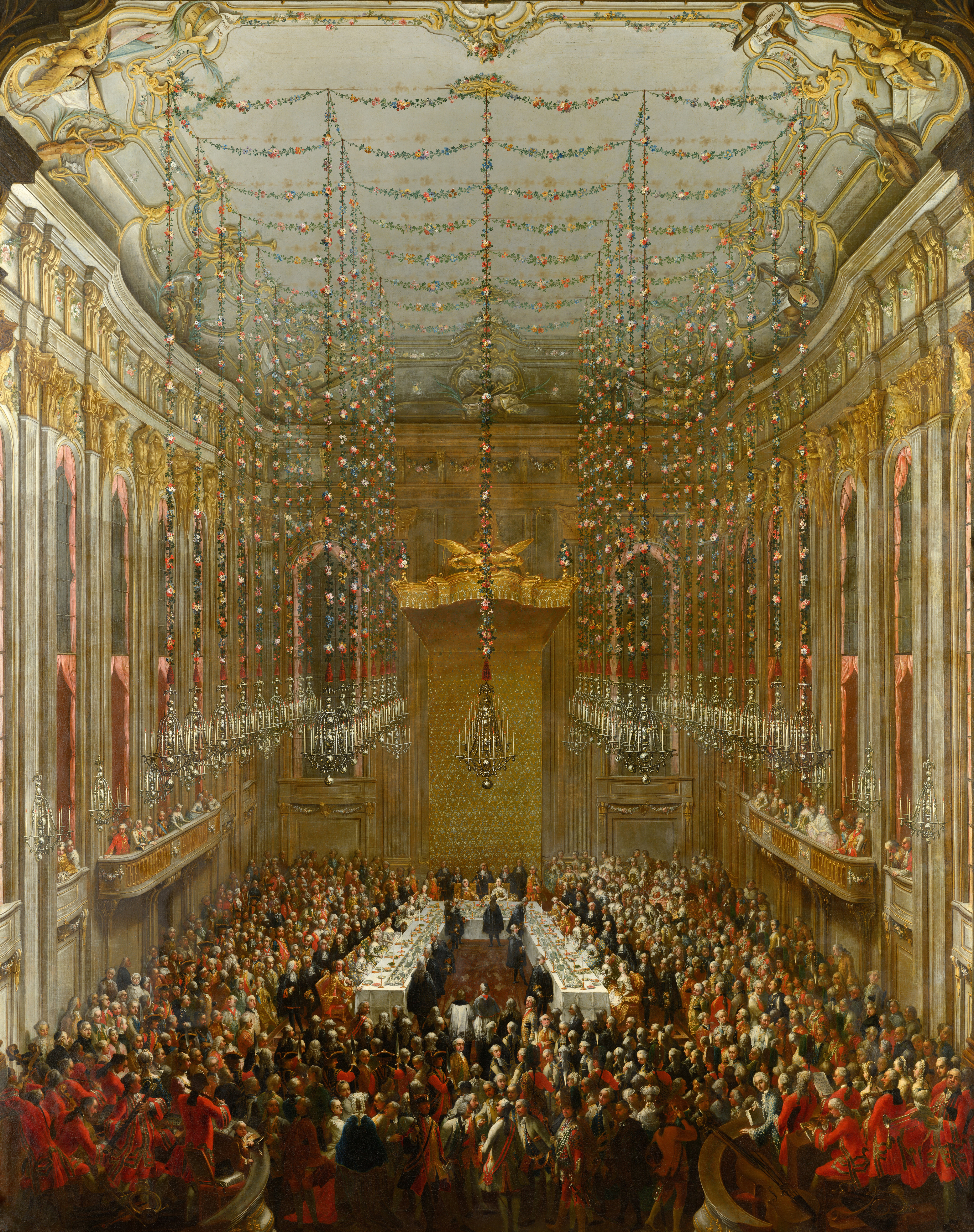
عشاء الزفاف في "صالة الريدوت" بريشة "مارتن فان ميتنس"، حفل زفاف جوزيف الثاني (حكم 65-1590) الإمبراطور الروماني المقدس على الأميرة إيزابيلا أوف بارما من عائلة «بوربون». كان الزواج في العام 1560.

كان لدى الإمبراطورة «ماريا تيريزا» دار أوبرا من القرن السابع عشر جرى تحويلها إلى قاعات الرقص والحفلات الموسيقية المعروفة الآن باسم «صالات الريدوت» (بالألمانية: Redoutensäle)، والتي تتكون من قاعةٍ صغيرةٍ وكبيرةٍ جنباً إلى جنبٍ مع عددٍ من غرف الانتظار الأصغر يشكلون جميعاً جناح ريدوت.
وُضعتِ المخططات الأصلية من قبل «جان نيكولا جادوت دي فيل إيسي» في حين كانتِ الواجهات الخارجية من عمل «نيكولو باكاسي»، و«فرانز أنطون هيلبراندت». وسرعان ما غدت «صالات الريدوت» موئلاً لأسلوب الترفيه الباروكي المصقول. اشتق الاسم من الكلمة الفرنسية ريدوت (بالفرنسية: redoute)، والتي تعني حفلة رقصٍ تنكريةٍ أنيقةٍ، وقد عقدت مثل هذه الحفلات هنا. تعامل الجمهور مع موسيقا «جوزيف هايدن» (1732-1809)، و«نيكولو باجانيني» و«فرانز ليست» (11-1886). وهنا -في هذا الجناح- أقيم العرض الأول لسيمفونية بيتهوفن (1770-1827) الثامنة في العام 1814. إن المقولة الشهيرة «رقصات اللقاء» مشتقة من الحفلاتِ التي أقيمت في «صالات الريدوت» ضمن إطار مؤتمر فيينا في العام 14-1815. عمل «يوهان شتراوس» (25-1899) كمديرٍ موسيقيٍّ للبلاط للحفلات التي كانت تعقد هنا. وعلى مر القرون أجريت تعديلات متنوعة على الحفلات بما يتماشى مع الأذواق المتغيرة.
في 27 نوفمبر/تشرين الثاني من العام 1992 أصيب الجناح بالكامل مع «صالات الريدوت» بأضرارٍ جسيمةٍ بفعل حريقٍ. استمرت أعمال إعادة الإعمار والترميم خمس سنواتٍ. في حين جرى ترميم صالة ريدوت الصغرى بأمانةٍ، أقيمت مسابقة للتصميم الداخلي لصالة ريدوت الكبرى، وقد فاز بها الفنان النمساوي «جوزيف ميكل» الذي ابتكر عدداً من اللوحات الزيتية بناءً على المقطوعات الأدبية المقتبسة من «فرديناند رايموند»، و«يوهان نيبوموك نيستروي»، و«إلياس كانيتي». تضم لوحة السقف -التي تبلغ مساحتها أربعمئةٍ وأربعة م2- أربعةً وثلاثين بيتاً مكتوبةً بخط اليد من قصيدة «كارل كراوس» بعنوان «الشباب»، وإن كان ذلك في شكلٍ غير مرئيٍّ للناظر.
أعيد افتتاح «صالات الريدوت» في العام 1998 ضمن إطار أول رئاسةٍ نمساويةٍ لمجلس الاتحاد الأوروبي، وأصبح منذ ذلك الحين جزءاً من مركز مؤتمرات الهوفبورغ.
أتاح ترميم سقف الجناح فرصةً لتحويل مساحة الدور العلوي الأصلي إلى وسيلة راحةٍ جديدةٍ تسمى «بهو السقف» (بالألمانية: Dachfoyer). صمم المهندس المعمار «مانفريد ويدورن» تصميماً داخلياً حديثاً متكاملاً بهيكلٍ كرويٍّ لمؤتمراتٍ آمنةٍ ونوافذَ بانوراميةٍ. إلى جانب السطح قام أيضاً بتحويل الفناء السالف بين قاعة الاحتفالات والجناح الجنوبي الغربي للفناء السويسري إلى مساحةٍ أخرى.
بحلول العام 2017 جرى تجديد الجناح ليضم «المجلس الوطني»، و«المجلس الاتحادي».

### جناح سان ميشائيل

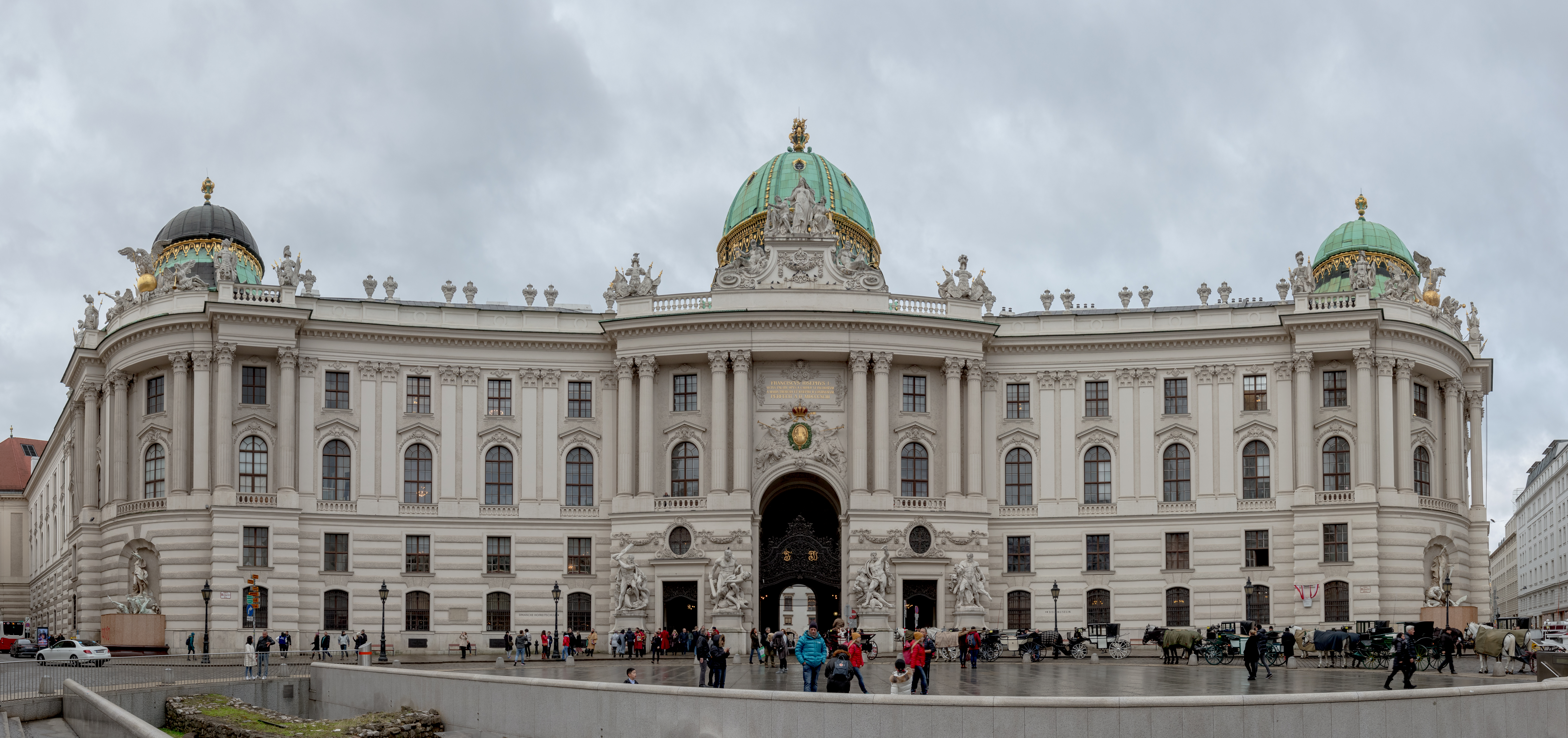
جناح "سان ميشائيل" يواجه الميدان.

جرى تخطيط جناح «سان ميشائيل» [اللفظ بالألمانية ويقابل بالعربية ميخائيل أو ميكائيل] بواسطة «جوزيف إيمانويل فيشر فون إرلاخ» كذلك، وهو يمثل صلةً بين «مدرسة الخيالة الشتوية» وجناح «المستشارية الإمبراطورية». ومع ذلك بما أن مسرح إمبريال كورت القديم (بالألمانية: Burgtheater) كان يقف حجر عثرةٍ في الطريق، فقد بقيت هذه الخطط لا تتحقق حتى قام «فرديناند كيرشنر» ببناء الجناح بين العامين 1889 و1893 باستخدام تخطيطٍ معدلٍ قليلاً.
بعد الانتهاء من «ميدان القديس ميشائيل» جرى تركيب نافورتين منحوتتين على واجهة الجناح؛ نافورة «القوة على البحر» (بالإنجليزية: Power at Sea) بواسطة «رودولف وير» "Weyr"، ونافورة «القوة على الأرض» (بالإنجليزية: Power on Land) بواسطة «إدموند هِلمِر».
سُميَ الجناح في إشارةٍ إلى «كنيسة القديس ميشائيل» على الجانب الآخر.

### جناح مونتوير

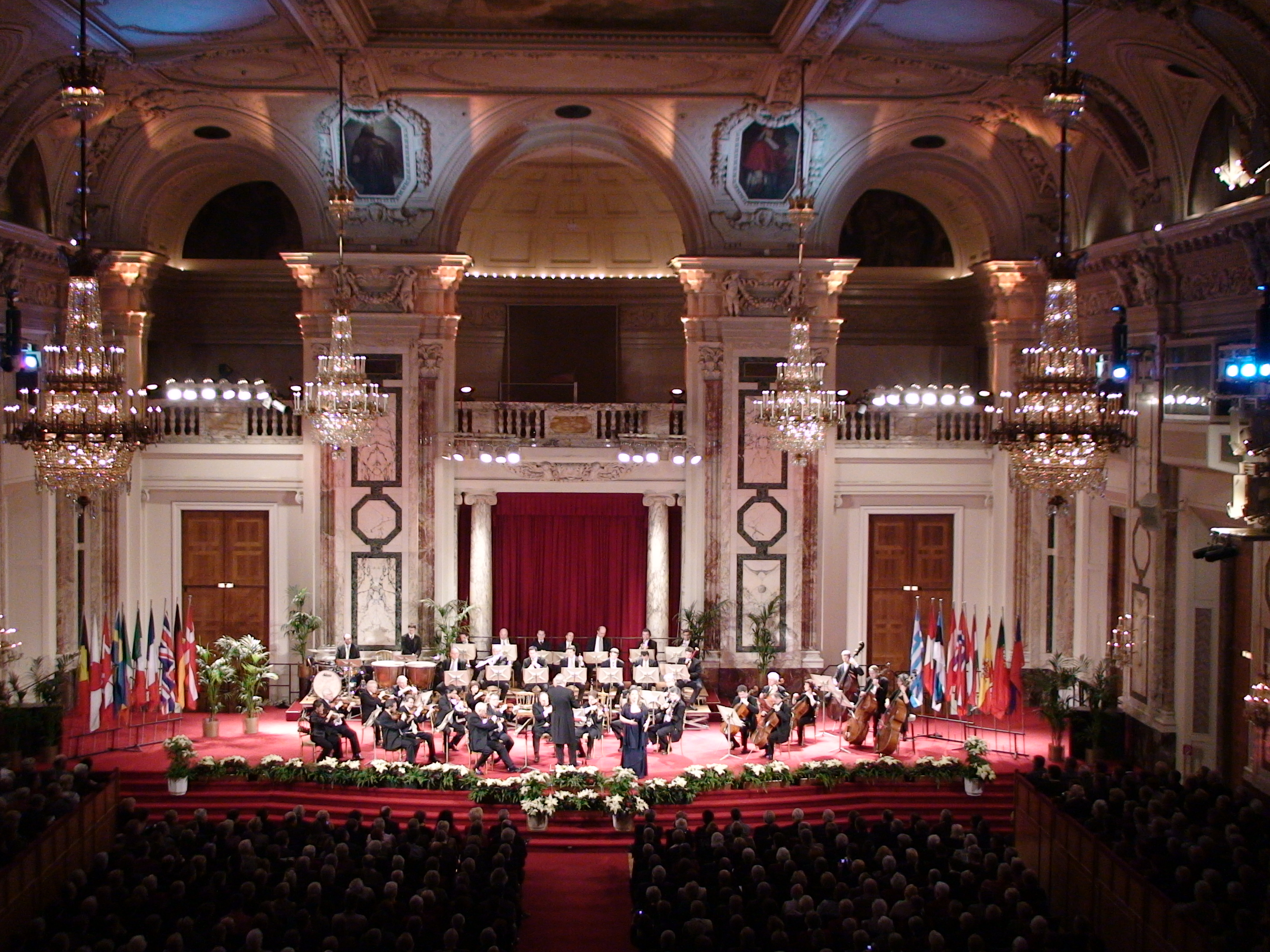
قاعة الاحتفالات خلال حفل موسيقي لأوركسترا هوفبورغ-فيينا.

تعود جدران قاعة ماربل أمام قاعة الاحتفالات إلى القرن السادس عشر وتنتمي نظرياً إلى جناح «ليوبولدين»، ولكن تم تغيير «سكاليولا» للداخلية حوالي العام 1840 لتلائم مظهر قاعة الاحتفالات الأحدث. خلال حقبة الإمبراطورية كانت تستخدم كغرفة طعام وحفلات رقسٍ للأطفال في القصر.
جرى بناء قاعة الاحتفالات للإمبراطور فرانسيس الثاني / الأول من قبل المهندس المعمار البلجيكي «لويس مونتوير» في بداية القرن التاسع عشر. وبسبب طبيعته الإضافية فقد شكل بروزاً واضحاً للعيان في الزوايا اليمنى لجناح ليوبولدين لما يقرب من مئة عامٍ، ولهذا أطلق عليه أيضاً اسم «الأنف».
قاعة الاحتفالات الكبيرة بسقفها المزخرف وستةٍ وعشرين ثريا كريستاليةٍ كانت تحمل في يومٍ من الأيام ألفاً وثلاثمئة شمعةٍ. صُنعتِ الأعمدة الكورنثية الأربعة والعشرين بتقانة «سكاليولا» (بالإنجليزية: scagliola) حيث يشابه الجبسُ المطليُّ الرخامَ. في هذه القاعة طلب «نابليون» يد الأرشيدوقة «ماري لويز» ابنة الإمبراطور فرانسيس الثاني / الأول. كان هذا أيضاً المكان الذي عُقدت فيه حفلات القصر، ولاحقاً كذلك بعض خطب العرش. وعندما عُقد الاحتفال الحصري في القصر -في يوم «خميس العهد»- دعا الإمبراطور والإمبراطورة اثني عشر رجلاً وامرأةً من المسنّين ليغسلوا أقدامهم في احتفالٍ تقليديٍّ.
في وقتٍ لاحقٍ أصبحت قاعة الاحتفالات مندمجةً بالكامل في «القلعة الجديدة» (بالألمانية: Neue Burg) بحلول العام 1916.
تعد صالة المهرجانات (بالألمانية: Festsaal) التي تبلغ مساحتها ألف م2 أكبر قاعةٍ في الهوفبورغ بأجمعه. وعلى الرغم من أنها بُنيت كغرفة عرشٍ، إلا أنها لم تستخدم على هذا المنوال. انتهي من الأعمال الداخلية في العام 1923، لكن العمل الفني بقي غير مكتملٍ. تحتوي القاعة على ثلاث لوحاتٍ سقفيةٍ لـ«ألويس هانز شرام» مكرسةً المجد الأعظم لعائلة هابسبورغ مكتملةً بالشعار «بقوةٍ موحّدةٍ» (بالألمانية: Viribus Unitis) شعار الإمبراطور فرانز جوزيف (1830-1916). زُيّنتِ الألواح الهلالية السفلية والألواح المثمنة بلوحاتٍ لـ«إدوارد فيث» و«فيكتور ستوفر» لأشخاصٍ مشاهير من التاريخ النمساوي مثل الأباطرة ماكسيميليان الأول (حكم 08-1519)، وشارل الخامس (حكم 20-1556)، وفرديناند الأول (حكم 58-1564)، ورودولف الثاني (حكم 1575-1612)، وفرديناند الثاني من التيرول، والتي يمكن مشاهدتها في لوحات السقف، وليوبولد الأول (حكم 1658-1705)، وشارل السادس (1685–1740)، والأمير إيوجين من سافوي، وكذلك الملك البولندي «جون الثالث سوبيسكي» في الألواح الجانبية. شهدتِ القاعة أيضاً وقائعَ «مسابقة الأغنية الأوروبية» للعام 1967.
| سبقه Villa Louvigny لوكسمبورغ العاصمة | مسابقة الأغنية الأوروبية Venue مسابقة الأغنية الأوروبية للعام 1967 | تبعه قاعة ألبرت الملكية لندن |

### ساحة الأبطال
في العام 1809 جرى هدم جزءٍ من المعقل القديم المجاور للقصر في سياق الحروب النابليونية، وعلى طول الطريق حتى الطريق الدائري الحالي وُضعت أراضٍ جديدةٌ حيث دُمجت بوابة القلعة الرئيسية الكلاسيكية الجديدة (بالألمانية: Burgtor). وداخل الجدران الجديدة التي شُيّدت في العام 1817 أنشئت ثلاث حدائقَ؛ حديقة القلعة الإمبراطورية (بالألمانية: Burggarten) الخاصة، وميدان الأبطال (بالألمانية: Heldenplatz) كمنطقةٍ خضراءَ كبيرةٍ مفتوحةٍ، و«حديقة الشعب» (بالألمانية: Volksgarten)، مع «معبد ثيسوس» (بالألمانية: Thisustempel)، جنباً إلى جنبٍ مع بوابة القلعة، وقد جرى تصميمه من قبل «بيتر فون نوبيل».
تشكل «قاعة الاحتفالات» و«القلعة الجديدة» خلفية الساحة.
تقف تماثيل الفروسية لاثنين من أهم حراس الميدان النمساويين، الأمير إيوجين من سافوي، والأرشيدوق تشارلز عند بؤرتي «ميدان الأبطال». في 15 مارس/آذار من العام 1938 أعلن أدولف هتلر من شرفة «القلعة الجديدة» في «ميدان الأبطال» «ضم» النمسا إلى الرايخ النازي الثالث.

### القلعة الجديدة

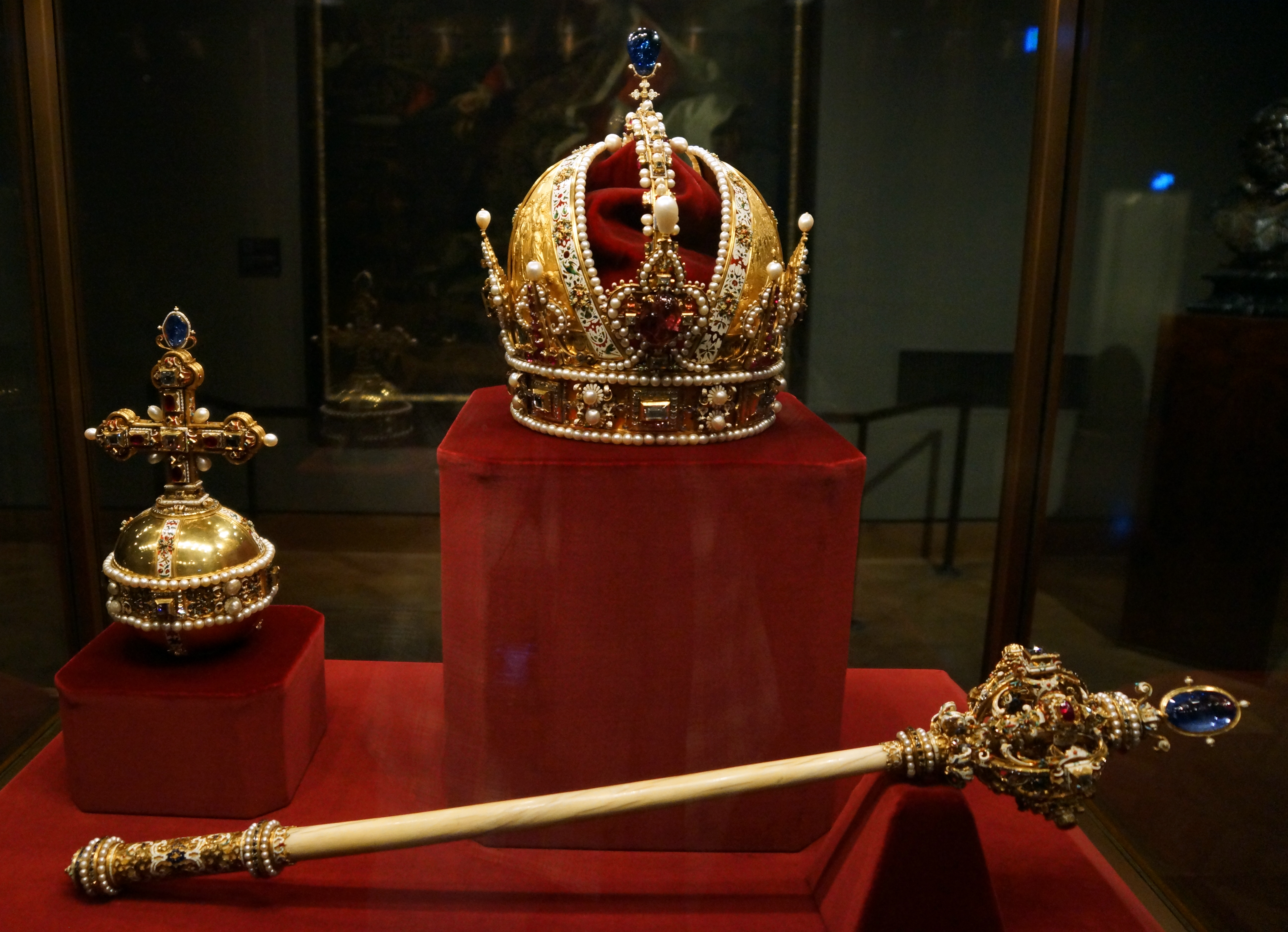
جواهر التاج النمساوي محفوظة في خزينة الهوفبورغ.

بعد توسيع فيينا عقب هدم أسوار المدينة في ستينات القرن التاسع عشر جرى آخر توسعٍ كبيرٍ للهوفبورغ. جرى التخطيط لمنتدى إمبراطوري (بالألمانية: Kaiserforum) حيث يمتد هيكلٌ ذو جناحين إلى ما وراء الطريق الدائري، مع وجود المتحفين التوأم («متحف تاريخ الفن»، و«متحف التاريخ الطبيعي») كأجنحةٍ وينتهي في "Imperial Mews" (Hofstallungen، ولا ينبغي الخلط بينهما وبين «جناح شتالبورغ» الأقدم بكثير) وذلك على يد «فيشر فون إيرلاخ». قاد المشروع «جوتفريد سيمبر»، ثم «كارل فرايهر فون هاسناور». انتهي من بناء المتحفين في العام 1891، لكن بناء بقية المنتدى استمر ببطءٍ، وتعثّر مذ ذاك الحين بسبب ارتفاع التكاليف وعدم العثور على وظيفةٍ حقيقيةٍ لمشروع البناء الضخم. في العام 1913 انتهي من الجناح الجنوبي الغربي «القلعة الجديدة». ومع ذلك كله فإن المنتدى الإمبراطوري لم يكتمل أبداً ولا يزال جذعاً.
يضم جناح «القلعة الجديدة» اليوم عدداً من المتاحف (متحف إفسوس، ومجموعة الأسلحة والدروع، ومجموعة الآلات الموسيقية القديمة، ومتحف الإثنولوجيا) بالإضافة إلى بعض غرف القراءة في المكتبة الوطنية، كما يقع مركز هوفبورغ للمؤتمرات هنا أيضاً.

### عملات معدنية
ظهر قصر الهوفبورغ كعنصرٍ رئيسيٍّ على عملةٍ تذكاريةٍ تمثل عصر النهضة بقيمة عشرين يورو. تُظهر العملة المعدنية «البوابة السويسرية» للقصر. تحمل هذه البوابة شعار النبالة والألقاب الخاصة بفرديناند الأول (حكم 56-1564) يحيط بها جنديان من تلك الفترة كتذكيرٍ بالأوقات المضطربة التي شهدتها فيينا وهي محاصرةٌ من قبل الجيوش العثمانية في العام 1529، وكذلك الصراعات بين البروتستانت والكاثوليك خلال فترة الإصلاح البروتستانتي.

## صور للقصر وملحقاته

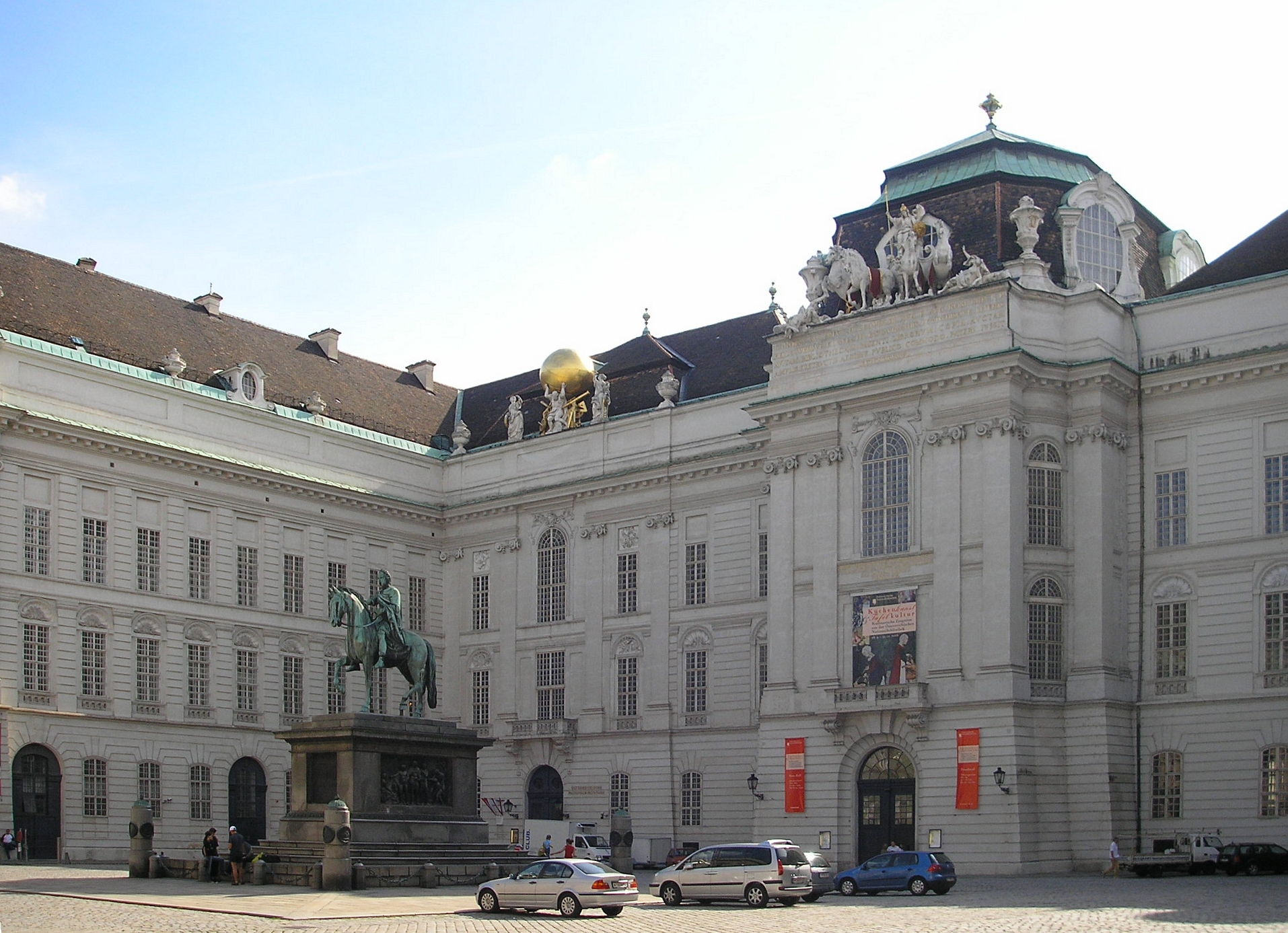
ميدان جوزيف، ومكتبة البلاط الملكي، وتمثال جوزيف الثاني (حكم 65-1590).
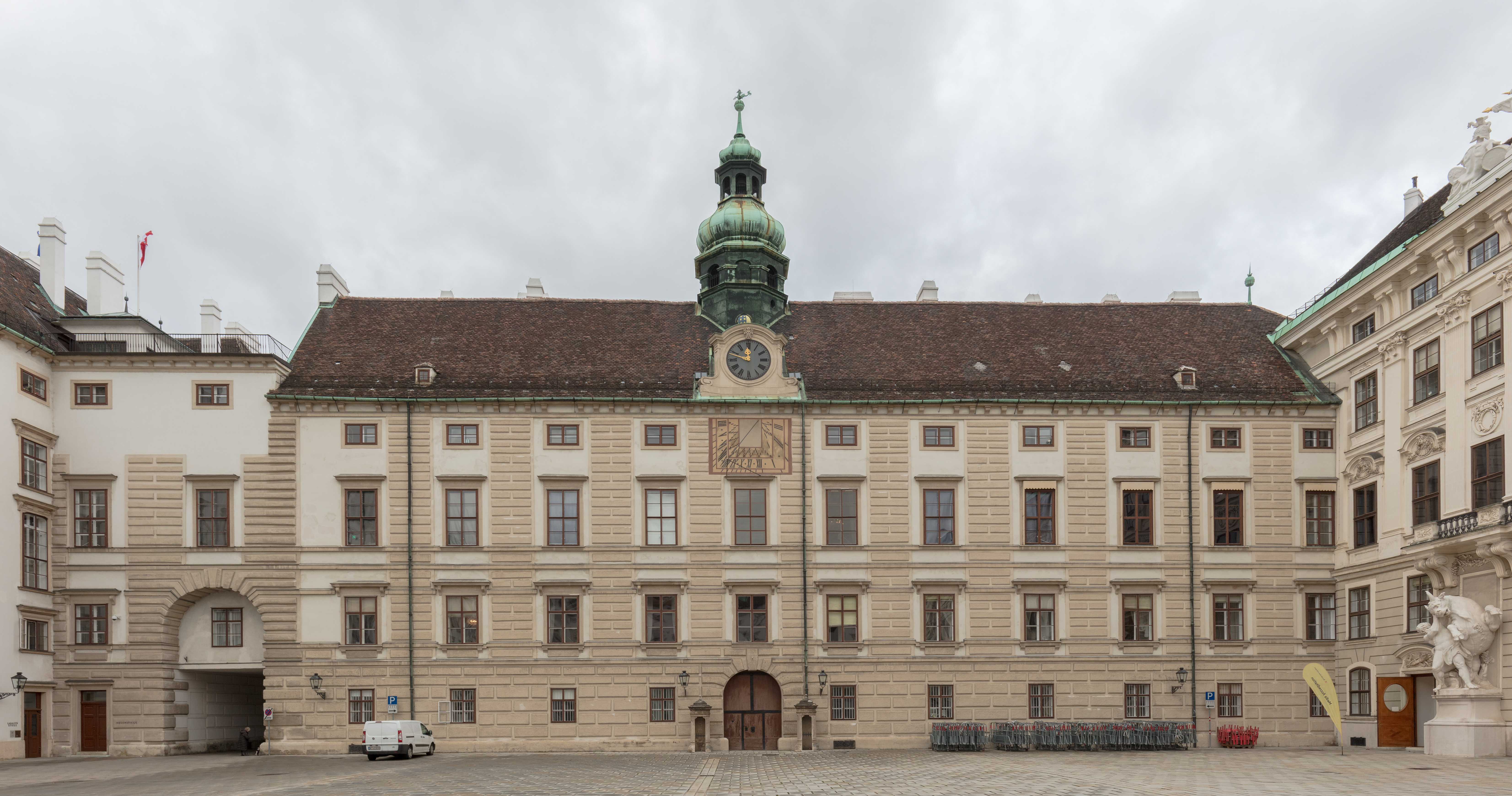
جناح أمالينبورغ Amalienburg.
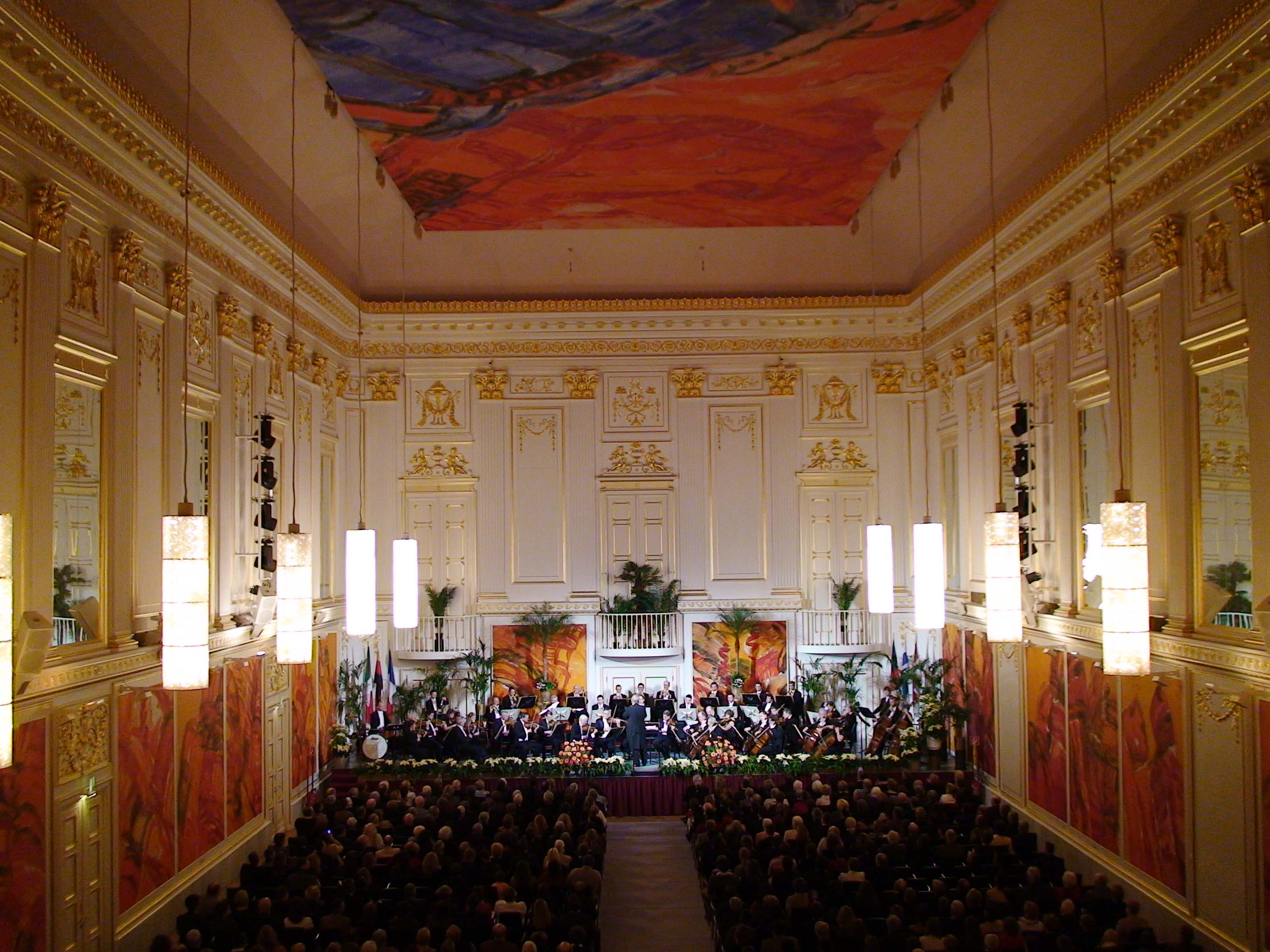
صالة ريدوتنسال في حفلة لأوركسترا الهوفبورج.
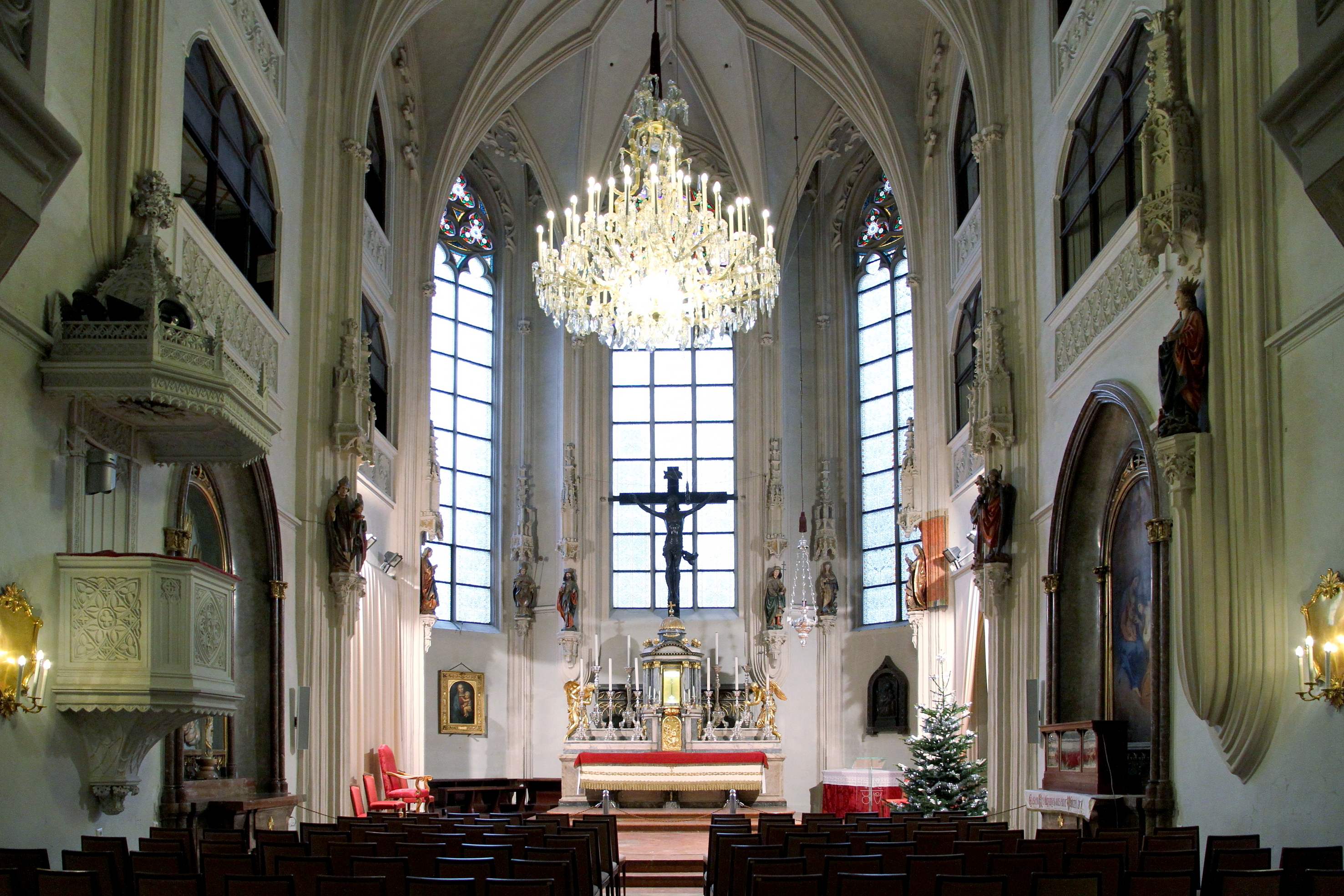
كنيسة القصر الإمبراطوري.
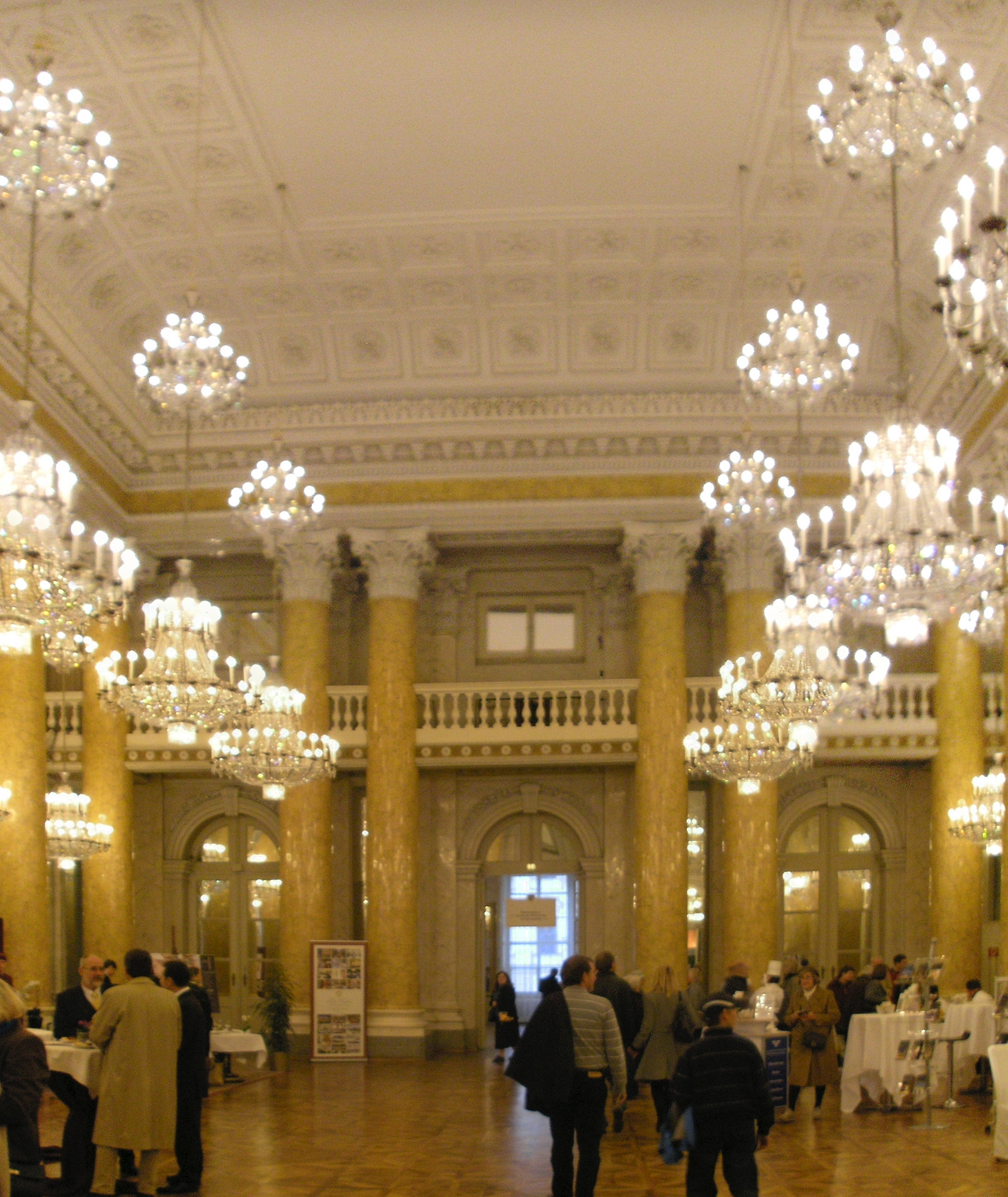
صالة الاحتفالات من العام 1804.
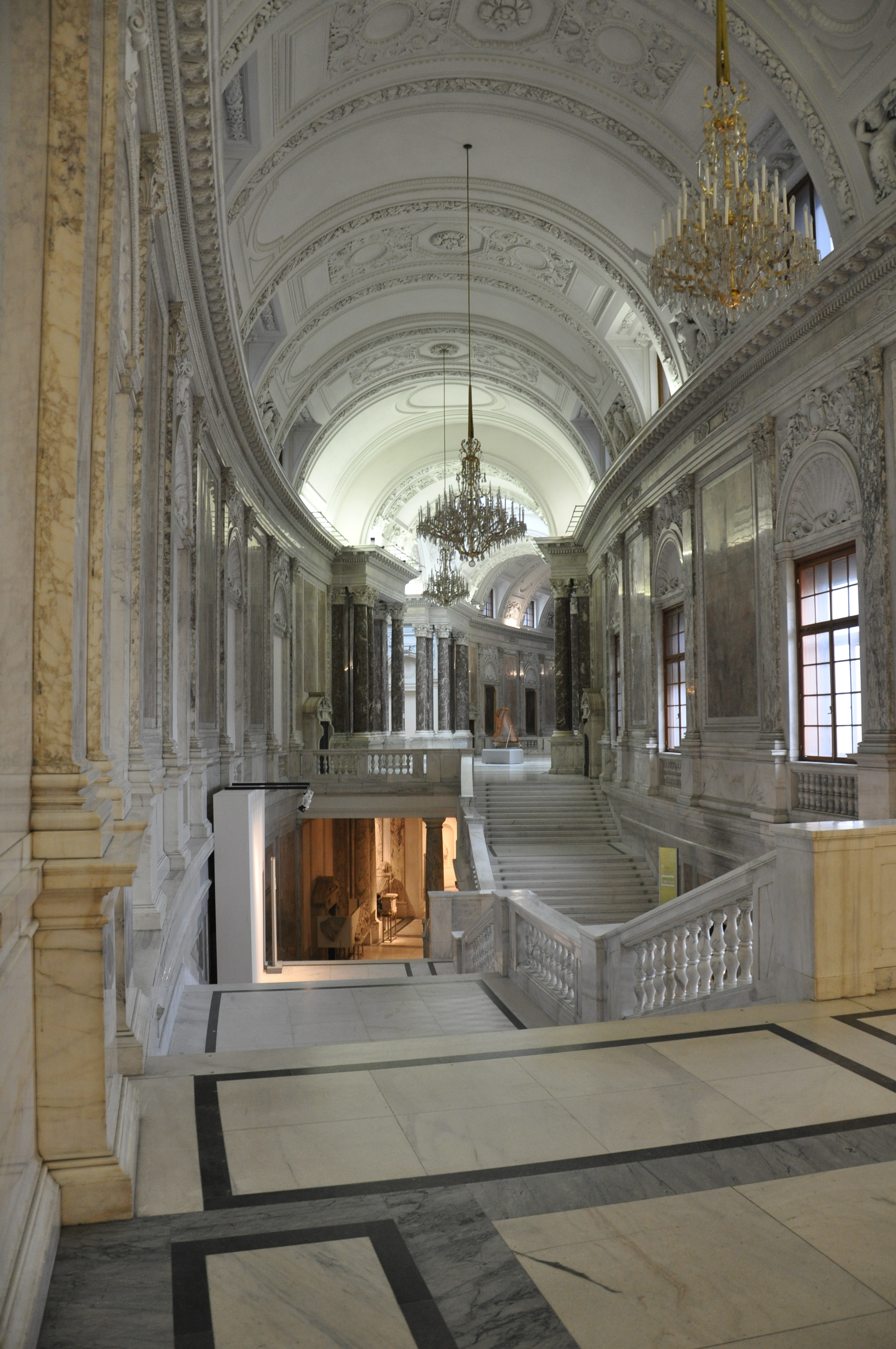
الدرج الرئيسي لقصر هوفبورغ الجديد.
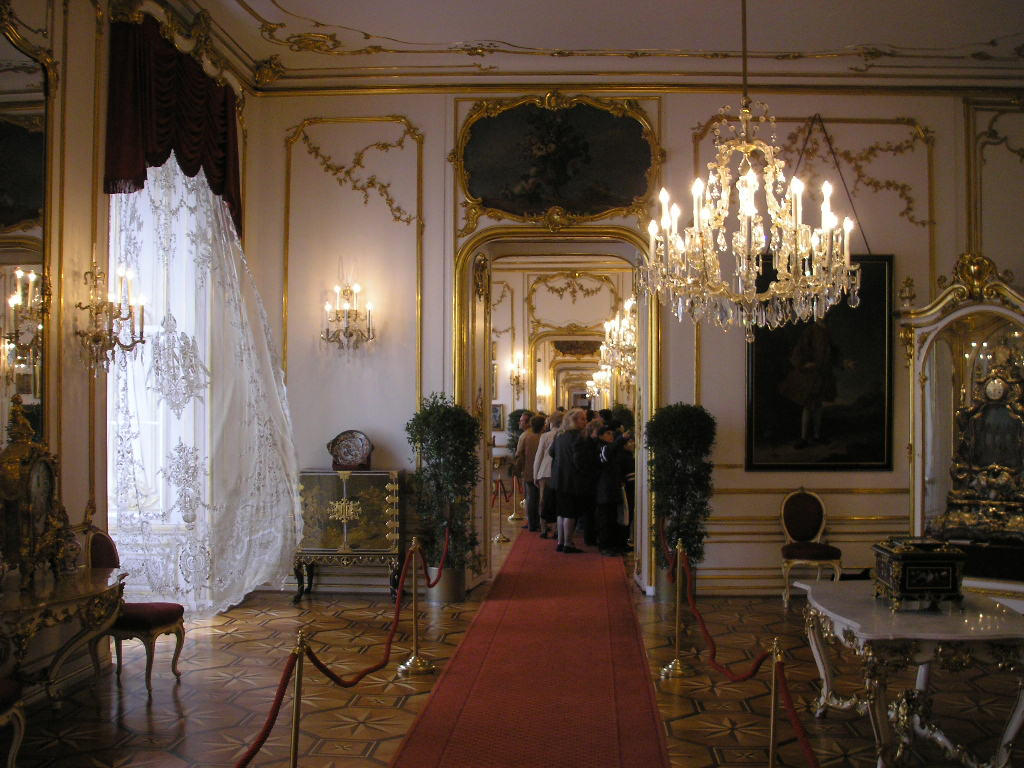
الغرفة الوردية في "جناح ليوبولدين".
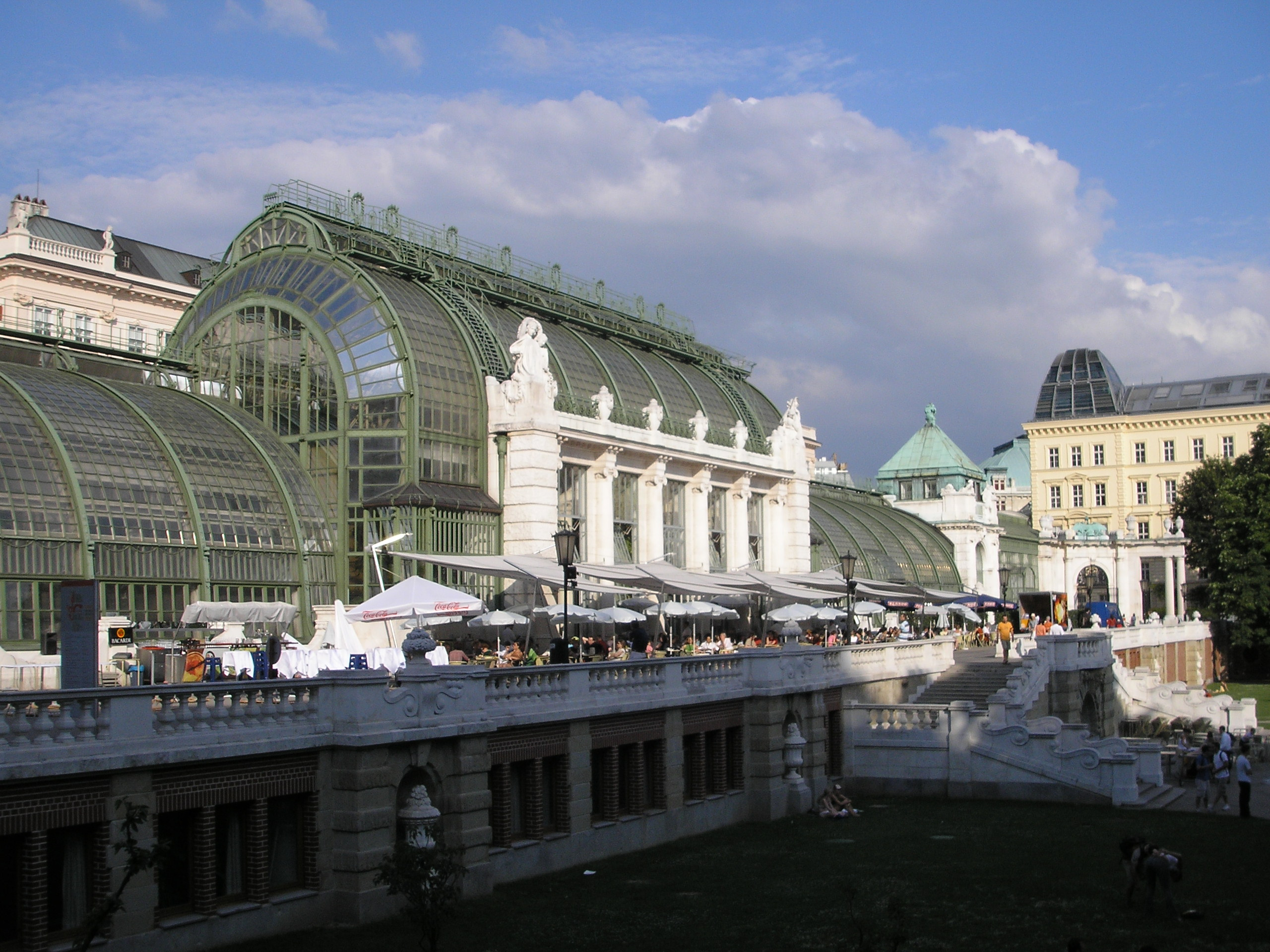
بيت النخيل بحديقة القصر.
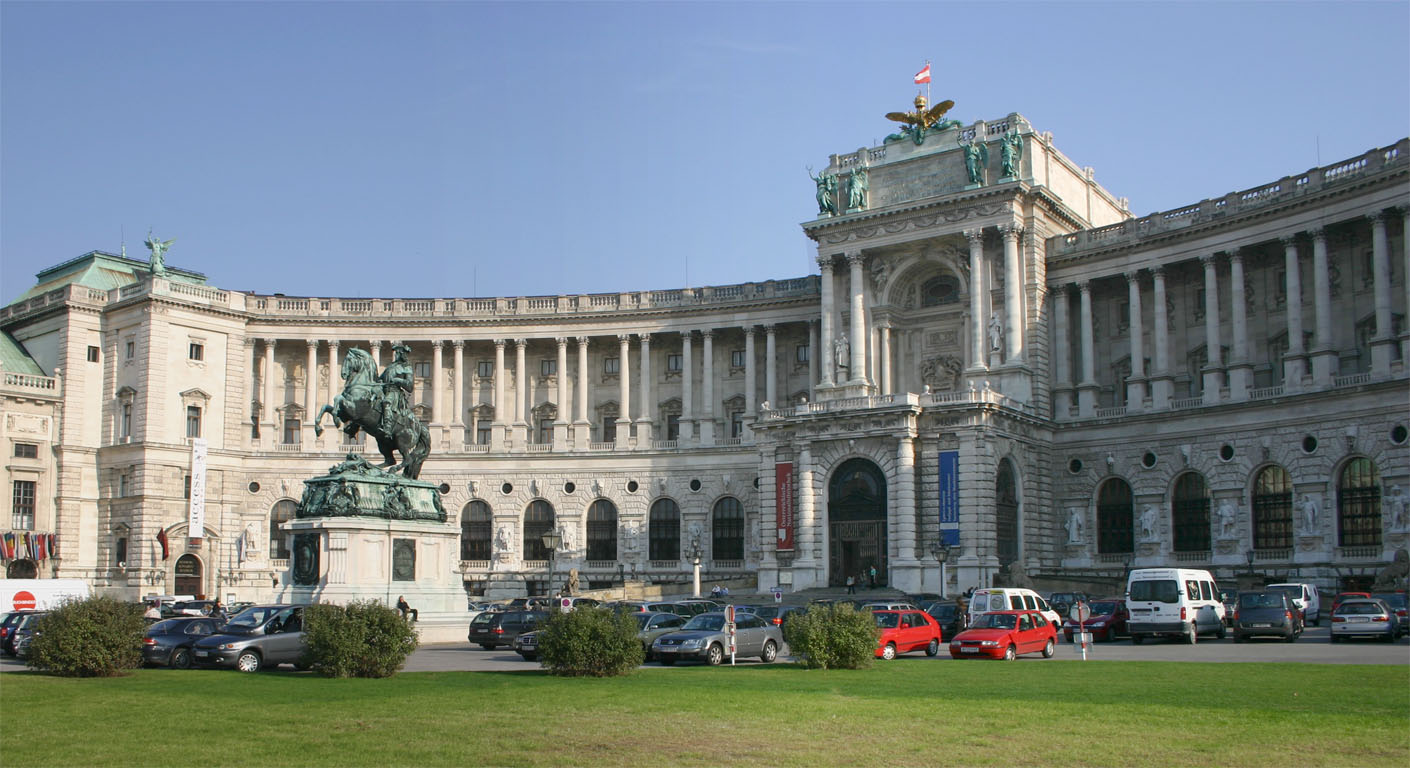
الهوفبورج الجديد في ميدان الأبطال Heldenplatz.
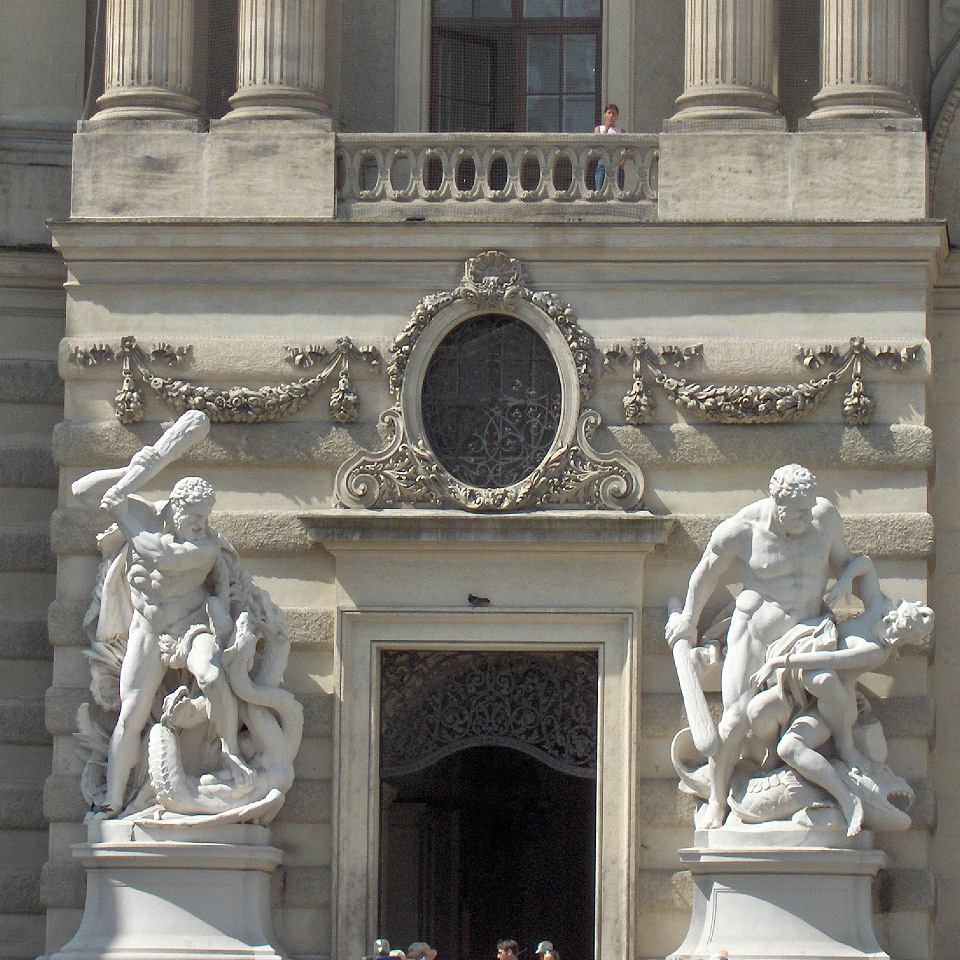
واجهة القصر من ميدان سان ميشائيل. المدخل محاط بتمثالين لهرقل.
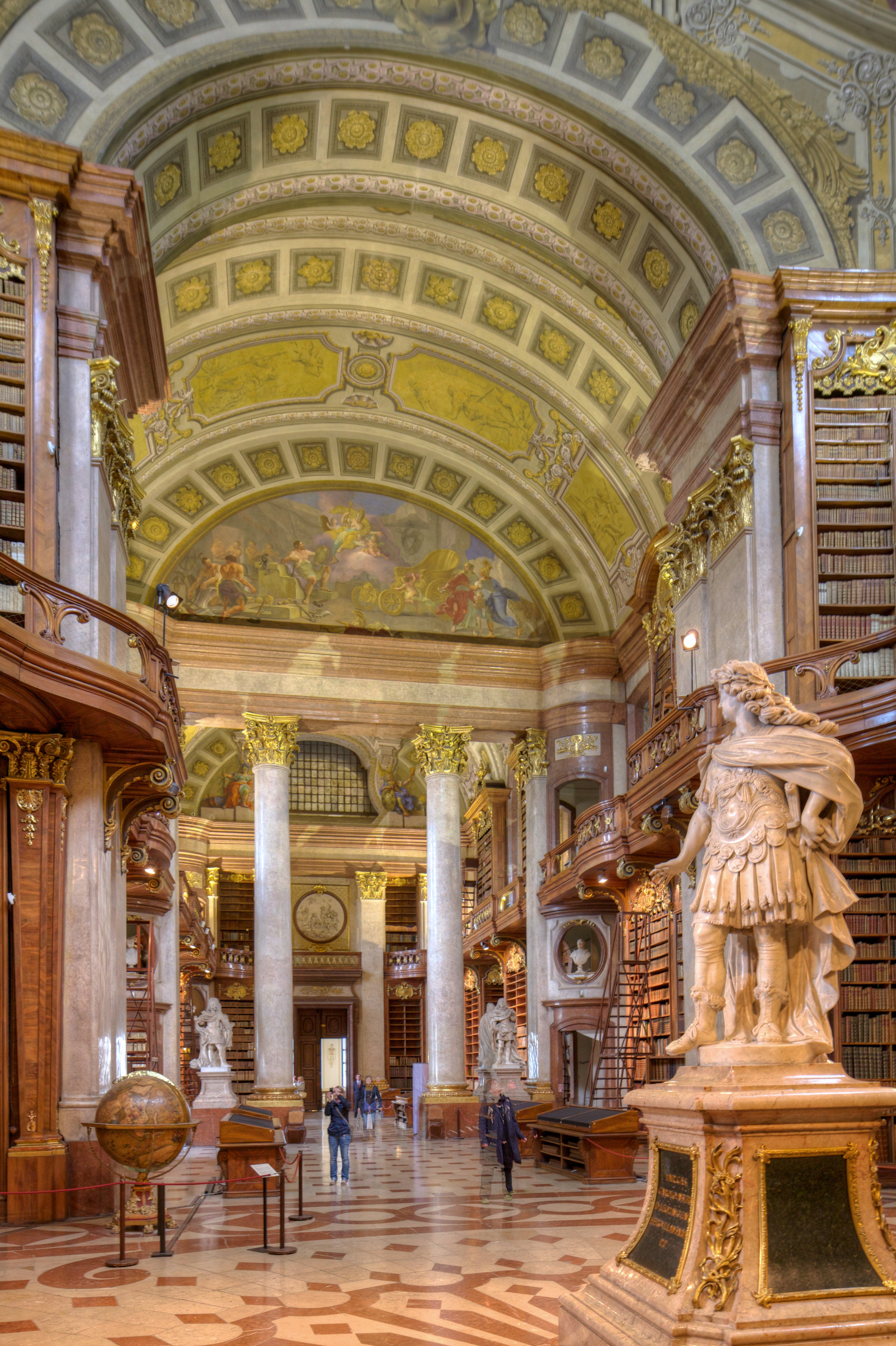
الصالة الرئيسية لمكتبة القصر.
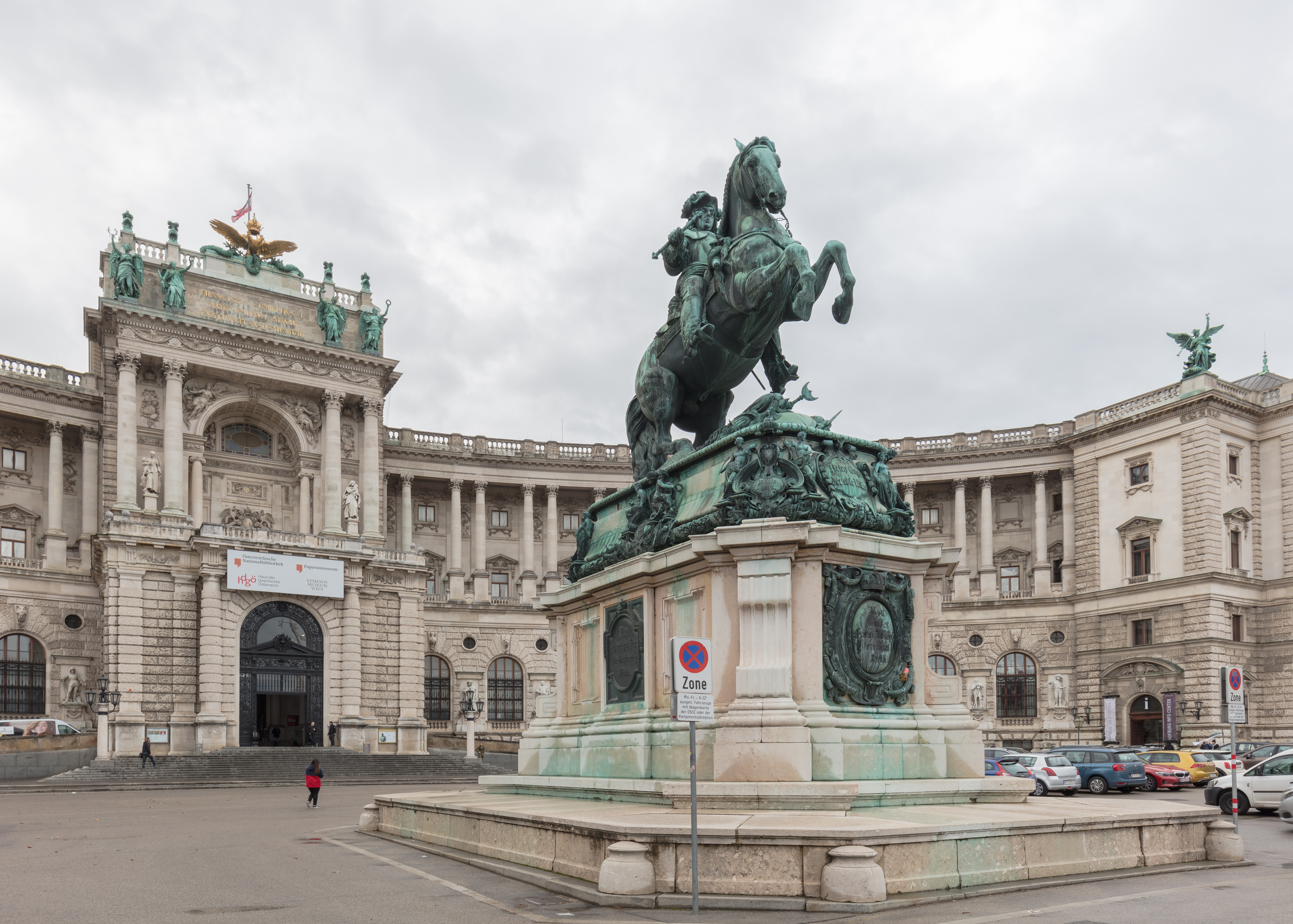
الأمير والقائد العسكري إيوجين من سافوي (1663–1736) أمام الهوفبورغ ممتطياً جواده. (31-01-2020).
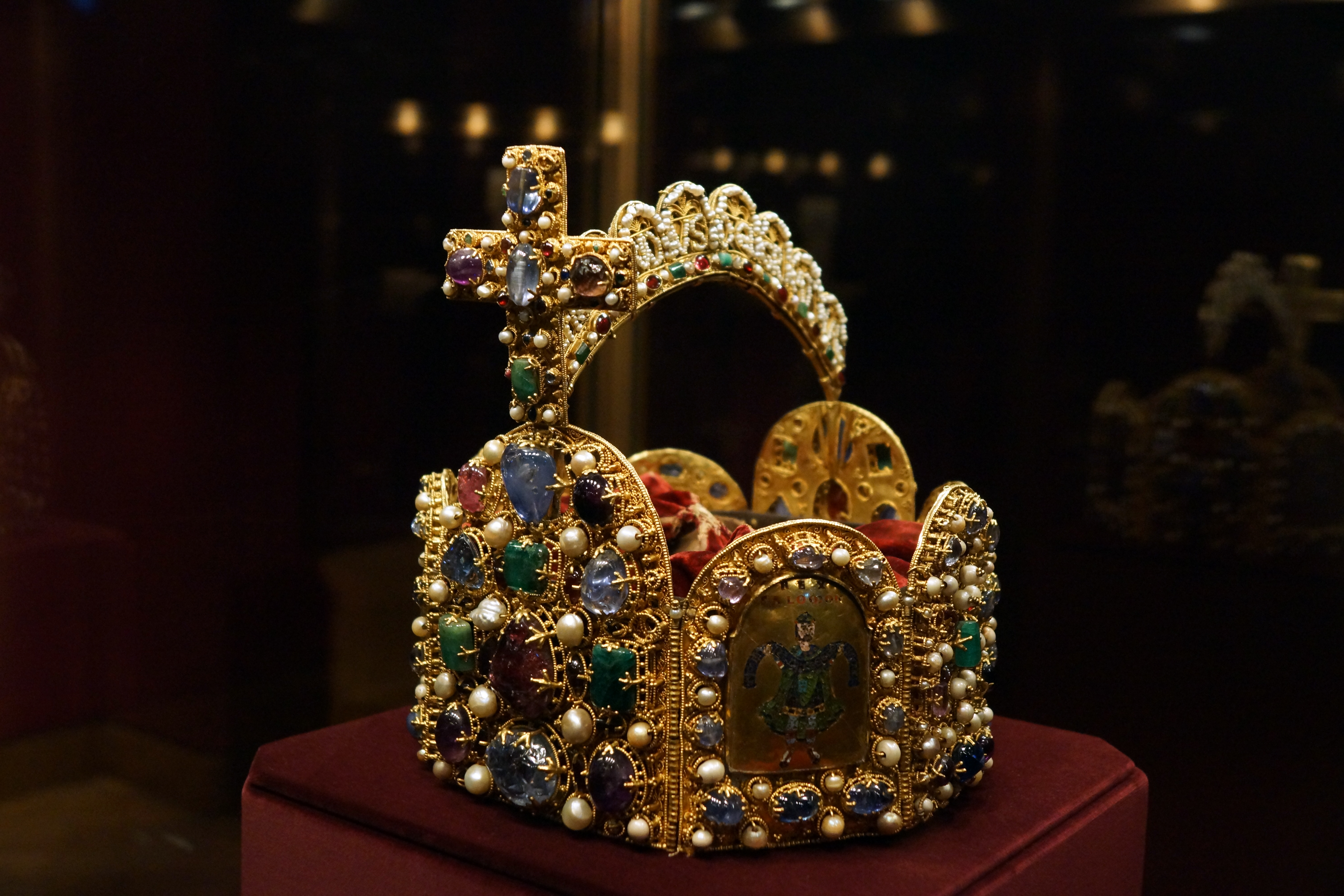
التاج الإمبراطوري للإمبراطورية الرومانية المقدسة المحفوظ في الخزانة الإمبراطورية في قصر هوفبورغ في فيينا.

## أعلام
- ماريا تيريزا

## اقرأ أيضا
- متحف التاريخ الطبيعي فيينا
- متحف تاريخ الفنون
- اثار مصرية في متحف فيينا
- ألبرتينا (فيينا)
- قصر شونبرون

## الهوامش
1. ↑  المعنى الحرفي لـBurghauptmann هو رئيس القلعة، ولكن اللقب غدا -اليومَ- "رئيس القصر" بحكم مدلوله الحالي. يذكر أيضاً أن Burg تعني قلعة، كما تعني برج في اللغة الألمانية.
2. ↑  الـ"بورچريف" Burgrave أو Burggrave لقب كان يطلق منذ العصور الوسطى على حاكم قلعةٍ، ولعله أصل "چراف" Graf لقب نبالةٍ سالفٍ في ألمانيا يقابل "كونت" في فرنسا.
3. ↑  وربما من هنا اتخذ اسمه الحالي "حظيرة القلعة".
4. ↑  كان زواج ولي العهد الأرشيدوق "فرانز فرديناند" -الذي أصر على الجمع بينه وبين ولاية العهد- زواجاً مُرغنطياً (بالإنجليزية: Morganatic) بمعنى غير متكافئٍ في المرتبة الاجتماعية بين عائلته وبين عائلة زوجته صوفيا ماريا جوزفين، وبموجب ذلك لا تنتقل الألقاب والامتيازات إلى الزوجة وذريته منها (بما فيها الدفن في "السرداب الإمبراطوري" حيث مقابر العائلة المالكة)، ومن هنا طُلب من الأرشيدوق التنازل عن جميع المطالبات بالعرش لذريته. والأرشيدوق فرانز فرديناند هو من أشعل اغتيالُه وزوجتَه في بلغراد لهيب الحرب العالمية الأولى في 28 يونيو/حزيران 1914 في يوم ذكرى إلقائه يمين التنازل عن أي مطالبة بالعرش من قبل ذريته.
5. ↑  كان لقبه "فرانسيس الثاني" بصفته إمبراطوراً للإمبراطورية الرومانية المقدسة، ثم غدا "فرانسيس الأول" بعدما حوّل اسمها في العام 1806 إلى "إمبراطورية النمسا والمجر"، وبذا كان الوحيد في التاريخ الذي لقب بالإمبراطور المزدوج (بالألمانية: Doppelkaiser).